# Ульянов Михайло Олександрович
Михайло Олександрович Ульянов (рос. Михаи́л Алекса́ндрович Улья́нов; 20 листопада 1927, село Бергамак, Муромцевський район, Омська область, РРФСР — 26 березня 2007, Москва, Російська Федерація) — радянський і російський актор, режисер театру та кіно, театральний діяч. Лауреат Ленінської премії (1966). Народний артист СРСР (1969). Заслужений діяч культури Польщі (1974). Лауреат Державної премії РРФСР імені К. С. Станіславського (1975). Лауреат Державної премії СРСР (1983). Герой Соціалістичної Праці (1986). 
Член Центральної Ревізійної Комісії КПРС у 1976—1990 роках. Член ЦК КПРС у 1990—1991 роках.
Критик Валерій Кічін писав: «Це був актор, якому підвладні будь-які барви — від високої патетики до гротеску, від народної драми до циркової ексцентріади». Діапазон кіноролей актора був неймовірно широкий і варіювався від «жорстких керівників, сильних і вольових людей» до «боязких „стукачів“ і списаних драматургів»: Єгор Трубников («Голова»; 1964), Дмитро Карамазов («Брати Карамазови»; 1968), полководець Георгій Жуков (Ульянов перевтілювався в Жукова майже 20 разів, критики і глядачі визнали цей образ найбільш незабутнім у кінокар'єрі актора; «Звільнення», «Блокада», «Вибір цілі», «Перемога», «Битва за Москву» та багато інших), генерал Григорій Чарнота («Біг»; 1970), драматург Кім Єсенін («Тема»; 1979), Сергій Абрикосов («Приватне життя»; 1982), Він — колишній чоловік («Без свідків»; 1983), Іван Афонін («Ворошиловський стрілок»; 1999) і «Батько» («Антикілер»; 2002).
Театр імені Є. Вахтангова був для Михайла Олександровича невіддільною частиною життя, «другим домом, без якого він себе просто не уявляв. У ньому він переграв безліч визначних історичних особистостей (Йосипа Сталіна, Марка Антонія, Гая Юлія Цезаря, Річарда III, Наполеона Бонапарта, Сергія Кірова, Понтія Пілата, Володимира Леніна) і вигаданих персонажів знакових п'єс (Віктора у „Варшавській мелодії“, Брігеллу в „Принцесі Турандот“, Гулевого в „Конармії“, Едигея в „І понад століття триває день“). 1987 року актор став художнім керівником Вахтангівського театру і займав цей пост до кінця життя.
Результатом багаторічної акторської кар'єри Михайла Ульянова стали кілька десятків ролей на сцені і близько 70 — у кіно. Як режисер, він зняв повнометражний кінофільм і поставив не один театральний спектакль, а як письменник — став автором п'яти книг про себе та свою професії. За свою діяльність Михайло Олександрович був удостоєний багатьох нагород і регалій, отримав Державну премію СРСР і спеціальний приз журі Венеційського кінофестивалю (1983). За створення образу Івана Афоніна в картині Станіслава Говорухіна „Ворошиловський стрілок“ Ульянов був визнаний найкращим актором року на церемонії вручення премії „Ніка“.
Михайло Ульянов помер увечері 26 березня 2007 року в одній з лікарень Москви. Причиною смерті стали серйозні проблеми з нирками, що розвинулися на термінальній стадії онкологічного захворювання. 29 березня актор похований на Новодівочому цвинтарі з військовими почестями. Ім'я Ульянова носять арктичний танкер і Омський державний Північний драматичний театр у місті Тара, поряд з яким 2012 року акторові встановлено пам'ятник.

## Життєпис

### Дитинство
Ульянови влаштувалися в Сибіру ще в часи діяльності Петра Столипіна. Дід Михайла Олександровича добував золото на Алдані, де, швидше за все, втратив ногу, пізніше працював писарем у Бергамаку. Дідусь та бабуся Ульянова по батьківській лінії закінчили своє життя на Васюганських болотах, куди їх заслали більшовики.
Михайло Олександрович Ульянов, син директора невеликої деревообробної артілі Александра Ульянова і домогосподарки Єлизавети Ульянової, народився 20 листопада 1927 року в селі Бергамак Муромцевського району (нині — Омська область). У сучасних ЗМІ переважає дезінформація, нібито Михайло народився під дошлюбним прізвищем матері Жуков, що не відповідає дійсності і це не підтверджує сам Ульянов ні в численних інтерв'ю, ні в жодній зі своїх п'яти книг. Разом з Михайлом підростала його сестра Маргарита.
Коли Михайлу було три роки, сім'я переїхала в село Єкатерининське, розташоване неподалік від Бергамака. Проживши там недовгий час, Ульянови попрямували в місто Тара, де спочатку жили в орендованому флігелі. У Тарі хлопчик і провів усе своє дитинство і юність.
Ульянов ріс звичайним радянським хлопчиком: грав у козаки-розбійники, брав участь у лижних змаганнях і осінніх походах за кедровими шишками, бігав в кінотеатри:
|  | У кіно, куди ми, хлопчаки, бігали часто, теж захоплював лише, так би мовити, сюжет: "А він зараз як стрельне!", "Дивись, дивись, як він зараз понесеться!". Чудова ця хлоп'яча здатність - все заздалегідь знати і переживати пристрасно, ніби вперше. Хоч усоте дивишся фільм, знаєш всі рухи героїв картини, а все приймаєш безпосередньо, по-справжньому, і завмирає серце, і стукають босі ноги об підлогу від захвату, і горять очі радістю перемоги або відчаєм поразки. Оригінальний текст (рос.) В кино, куда мы, мальчишки, бегали часто, тоже увлекал только, так сказать, сюжет: „А он сейчас как стрельнет!“, „Посмотри, посмотри, как он сейчас понесется!“. Замечательна эта мальчишеская способность — все заранее знать и переживать горячо, как впервые. Хоть в сотый раз смотришь фильм, знаешь все движения героев картины, а все принимается непосредственно, взаправдашно, и замирает сердце, и стучат босые ноги о пол от восторга, и горят глаза радостью победы или отчаяньем поражения. |

1941 року, з початком Німецько-радянської війни, батько 13-річного Михайла пішов на фронт. Олександр Андрійович воював у сибірських піхотних дивізіях у Старій Русі на посаді політрука, був поранений в ногу, по закінченні військових дій нагороджений орденом Червоної Зірки. Сім'я неодноразово відвідувала його в селі Черемушки, що під Омськом. Сам Михайло в 10 класі отримав повістку в військкомат, але нагорі постановили, що народжені 1927 року поки що захищати Батьківщину не будуть.
У школі Ульянов вчився посередньо, відволікала постійна участь у літературних вечорах. Перша в його житті роль — отець Варлаам в аматорській постановці „Бориса Годунова“ Олександра Пушкіна. До п'ятнадцяти років Михайло не мав ні найменшого уявлення про театр, поки Тару не відвідали трупи з Тобольська і Омська. Одного разу юнак зайшов у дитячу студію при Національному академічному українському драмтеатрі імені Заньковецької, який саме тоді був евакуйований у Тару. Там підлітки читали вірші й Ульянов поступово, „мало-помалу, випадково захопився театром, багато в чому через те, що під час війни в Тарі не було нічого іншого“. Керівник студії Євген Просвєтов через деякий час зрозумів, що з хлопчика вийде толк, і порадив йому їхати до Омська — вступати в студію при обласному театрі, сам же написав листа керівниці Омського театру, акторці Ліні Самборській.

### Навчання азів акторської майстерності

#### Омськ: перші викладачі та уроки
Оселившись в Омську, куди мати, Єлизавета Михайлівна, проводила його лише з мішком картоплі, Ульянов два роки провчився в студії при Омському обласному драматичному театрі (нині — Омський академічний театр драми); художнього керівника і провідну акторку театру Ліну Самборську молодий Ульянов і його однокурсники вважали „недосяжною вершиною“. Пізніше Михайло Олександрович згадував, що, побачивши її, „ставну, величну, як Катерина Велика“, зрозумів, що в студію, невеликого такого здорованя-пуголовка», не приймуть. Втім, прочитавши уривок з «Мертвих душ», він отримав «зелене світло».
Цей «тяжкий», як його називав сам Ульянов, етап свого життя він пройшов нелегко, працюючи над етюдами, відвідуючи репетиційну залу театру і граючи в масовці в деяких виставах. Індивідуальні заняття з Ульяновим проводив актор театру Михайло Іловайський, ерудит, що «заворожував» студійців своїми розповідями про людей, які зустрілися йому на життєвому шляху. Одночасно з навчанням у студії Михайло намагався пройти повний курс навчання і в Омській школі льотчиків-винищувачів, але не встиг, оскільки війна завершилася. Крім цього, Ульянов півроку працював ранковим диктором на Омському радіо, «поступово звик до мікрофона».
Тоді ж, намагаючись хоч якось виправити свій високий дзвінкий голос, Ульянов кричав на всю силу, і так, що на це звернув увагу його сусід по будинку і за сумісництвом колега по драмтеатру Микола Колесников. Результатом мук став настільки характерний, «хрипкий, зірваний голос», яким Михайло Олександрович мав до кінця життя.
За час навчання в Омській студії Ульянов встиг познайомитися з багатьма іменитими артистами і зіграти чимало ролей у навчальних постановках, зокрема Бориса («Гроза» Олександра Островського), Шмагу (його ж «Без провини винуваті»), Кочкарьова («Одруження» Миколи Гоголя). Проте всі ці два роки Михайло мріяв зіграти Яго в «Отелло» Вільяма Шекспіра — роль, яку, на превеликий жаль Ульянова, йому тоді так і не доручили.

#### Москва: вступ до Щукінського училища і Театру ім. Вахтангова
|                        | Народ в вагоні був різний, але серед них були москвичі, і я жадібно прислухався до їхніх розмов про столицю, намагаючись уявити, яка вона. Я помітив, що ніякі розповіді, ніяке знайомство з фотографій, кінокартин не дає уявлення про місто. Недарма кажуть: «Краще раз побачити, ніж сто разів почути». Оригінальний текст (рос.) Народ в вагоне был разный, но среди них были москвичи, и я жадно прислушивался к их разговорам о столице, стараясь представить, какая она. Я заметил, что никакие рассказы, никакое знакомство по фотографиям, кинокартинам не дает представления о городе. Недаром говорят: «Лучше раз увидеть, чем сто раз услышать». |
| — Михаил Ульянов, 1987 | |

У серпні 1946 року з благословення батька Ульянов вирушив до Москви — вступати в театральну студію. Перед від'їздом Олександр Андрійович подарував синові німецький пістолет, видобутий на фронті. Зі зброєю Михайло приїхав у Москву, де перший же патруль затримав його через підозрілий, переляканий вигляд. Пістолет дивом не знайшли, і Ульянов вирушив підкорювати столицю. В місті Михайло оселився в Сокольниках у знайомої батька, літньої працівниці шоколадної фабрики, в старому двоповерховому будинку на 3-й Сокольницькій вулиці (нині — вулиця Гастелло). Там само, в однойменному парку, Ульянов вчив вірші для вступу.
1941 року в Омськ евакуювався Театр імені Є Вахтангова; два роки він працював під одним дахом з Омським драматичним і залишив по собі довгу пам'ять, — у захоплених спогадах місцевих акторів, зокрема про Олексія Дикого, який у ті роки служив в Вахтангівському театрі, Ульянов чомусь запам'ятав «студію Дикого». До столиці він приїхав, не маючи, за власним визнанням, ні найменшого уявлення про театральні школи, довго і безуспішно шукав студію Дикого, закриту ще в 1936 році, і, переконавшись в тому, що в Москві її немає, навмання намагався вступити до Щепкінського училища при Малому театрі і до Школи-студії МХАТ. «Провалившись усюди, я впав у паніку. Паскудне було становище — додому повернутися не міг, не взяли б, а без театру себе вже не уявляв», — розповідав пізніше Михайло Олександрович. Зневірений Ульянов подумував навіть про те, щоб попросити прославлену акторку Віру Пашенну, що набирала тоді курс до Щепкінського училища, прийняти його до себе, і навіть знайшов місце її проживання, але так і не наважився постукати в двері.
У Театр ім. Вахтангова, про який він мріяв, Ульянова привів випадок: на вулиці він зустрів колишнього однокурсника по омській студії і тільки від нього дізнався, що вахтангівці мають власну школу — не «студію Дикого», а Училище ім. Щукіна. Цього разу Ульянову пощастило — ректор училища Борис Захава, який приймав іспити, зарахував його на перший курс. З будинку знайомої батька він переїхав до гуртожитка на вулиці Трифоновській. Оскільки студентів на курсі виявилося близько 40, то вирішено було розбити їх на дві групи. Одна відійшла до Єлизавети Алексєєвої, інша — до Леоніда Шихматова і Віри Львової. Ульянов потрапив у другу. Шихматов і Львова були суворими і прискіпливими викладачами, студентів змушували працювати на совість.
У Щукінському училищі з давніх-давен існувала традиція — з першого ж курсу привчати студентів до самостійної роботи: вони могли самі ставити спектаклі, вибираючи матеріал на власний смак. Михайло Ульянов, Юрій Катін-Ярцев та Іван Бобильов поставили виставу «Два капітани» за романом Веніаміна Каверіна, зігравши в ній ключові ролі. Успіх надихнув Ульянова на відважну спробу поставити, цього разу спільно з Євгеном Симоновим, «Бориса Годунова», в якому він зіграв головну роль. Захава їх сміливість не оцінив, помітивши, що працювати «по ремеслу» вони, на щастя, ще не навчилися, а «по мистецтву» — до такої роботи поки не доросли. Десятиліття по тому Ульянов писав: «Це був урок, який я донині пам'ятаю і дуже ціную. У мистецтві нічого легко і відразу не дається».
Чотири роки, як пізніше зізнавався Михайло Олександрович, пробігли непомітно і прийшов час випускних вистав. Молодому акторові було доручено дві ролі: Ніл («Міщани» Максима Горького) і Макєєв («Чужа тінь» Костянтина Симонова). На прем'єрах були присутні, як тоді було прийнято, відомі театральні режисери столиці та представники Міністерства культури.
1950 року керівництво Театру ім. Вахтангова прийняло в трупу чотирьох випускників училища (хоча зазвичай брали одного, максимум двох): Вадима Русланова, Миколу Тимофєєва, Михайла Дадико і Михайла Ульянова. Щоправда, перш ніж прийняти остаточне рішення, тодішній художній керівник театру Рубен Симонов попросив Ульянова відрепетирувати роль Сергія Кірова в п'єсі «Фортеця на Волзі» Іллі Кремльова, оскільки виконавець цієї ролі Михайло Державін став часто хворіти. Уривок, підготовлений до показу, довелося грати перед худрадою на величезній сцені театру, і це виявилося так страшно, що молодому акторові вже не хотілося ні ролі, ні театру — тільки б не виходити на цю сцену: «Як я пробелькотів весь текст, як не сів повз стільця, як я дожив до кінця уривка, я не пам'ятаю». Але запрошення в театр він отримав.
В червні вже офіційний «вахтангівець» Ульянов отримав з рук ректора Захави диплом, де було зазначено: «…закінчив повний курс Театрального училища імені Б. В. Щукіна, і йому присвоєно кваліфікацію актора драматичного театру». Член ВКП(б) з 1951 року.

### Перші театральні сезони, ролі в кіно і знайомство з дружиною
Тоді, влітку, «вахтангівці» поїхали на гастролі до Мінська, а Ульянов відвідав батьків у Тарі, де «від'їдався, відсипався і чекав вересня, коли почнеться мій перший сезон»:
|  | Ах, ці далекі неповоротні канікулярні дні, коли ти приїжджаєш охлялий і відвиклий від своїх, входиш у такий зменшений будинок, нахиляєш голову, боячись вдаритися об одвірок, що став таким низьким, притискаєшся до щасливої мами, яка без кінця клопоче, закурюєш з батьком з привезеної тобою в подарунок пачки дорогих цигарок і їсиш, їсиш без упину. Довгоочікуване домашнє тепло. І ти щасливий і трошки гордий, що приїхав з самої Москви, і розповідаєш про своє навчання, про життя в столиці, про її ритм (це тоді-то!). І щасливі батько й мати раді слухати без упину твої розповіді про не такі вже й зрозумілі їм студентські проблеми. Оригінальний текст (рос.) Ах, эти далекие невозвратные каникулярные дни, когда ты приезжаешь отощавший и отвыкший от своих, входишь в такой уменьшившийся дом, наклоняешь голову, боясь удариться о притолоку, ставшую такой низкой, прижимаешься к счастливой и без конца хлопочущей маме, закуриваешь с отцом из привезенной тобой в подарок пачки дорогих папирос и ешь, ешь без конца. Долгожданное домашнее тепло. И ты счастлив и немножко горд, что приехал из самой Москвы, и рассказываешь о своей учебе, о жизни в столице, о её ритме (это тогда-то!). И счастливые отец и мать готовы слушать без конца твои рассказы о не таких уж и понятных им студенческих проблемах. |

Це була єдина повна відпустка в його житті; відпочивши, Михайло Олександрович повернувся до Москви, де приступив до довгоочікуваної роботи в Театрі ім. Вахтангова.
Невдовзі після приходу Ульянова в театр керівництво згадало про його успішну альтернативу Державіну в образі Кірова. Ввести актора в спектакль і допомогти йому з розробкою ролі довірили авторитетній наставниці Ганні Орочко. Ульянов працював, «намагаючись виконувати всі завдання і всі підказки Ганни Олексіївни», і в день його дебюту на вахтангівській сцені Орочко подарувала йому фотографію Рубена Симонова і Бориса Щукіна з підписом: «якби молодість уміла, а старість могла». Влітку 1951 року Державін раптово помер у віці 48 років. Ульянов залишився єдиним виконавцем ролі Кірова, хоча і вважав, що абсолютно на неї не підходить («…біда полягала в тому, що з цього міцного тіла стирчало на тонкій юнацької шиї худе обличчя студента, який погано харчувався»).
У перші роки роботи в театрі Михайло Олександрович грав багато — Симонов вважав його перспективним актором. Втім, «через малодосвідченість і одноманітність матеріалу» Ульянов «не отримував радості» від роботи. До таких робіт належать бригадир Баркан («Державний радник»), Артем («Макар Діброва» Олександра Корнійчука) і Яків («Єгор Буличов та інші» Максима Горького).
Репертуар театру змінився з настанням «хрущовської відлиги»: в 1958 році Олександра Ремізова поставила «Ідіота» Ф. М. Достоєвського, доручивши Ульянову дуже складну роль Парфена Рогожина. «Актор у цій ролі, — писав Наум Берковський, — не зблудив ні грубістю, ні дрібністю. Ульянов поставив собі правильне завдання: зробити зрозумілим, чому і як Рогожин може виявитися великою і красивою людиною, а його пристрасть — по-своєму значною і привабливою».
З моменту вступу до Театру ім. Вахтангова Ульянова буквально засипали запрошеннями в кіно. Однак проби проходили безрезультатно, поки 1953 року Клеопатра Альперова не покликала його спробувати себе в ролі ватажка комсомольців Петрограда Олексія Коливанова в картині Юрія Єгорова (людини, що, як вважав Ульянов, проклала йому дорогу в кіно) «Вони були першими». Театральний сезон тільки що закінчився, і Ульянов разом зі знімальною групою вирушив до Ленінграда. Там він довгий час проживав у готелі, і лише на початку наступного театрального сезону стартували зйомки сцен з його участю. Пізніше Ульянов згадував, що був пригнічений тим, як він виглядає на екрані: «Все мені не подобалося в собі: фігура, обличчя, голос, очі… Звичайно ж, я не очікував побачити таку незграбну, негарну, куцу істоту, яка дуже старається щось зіграти».
Приблизно тоді ж Ульянов познайомився із зіркою гучного фільму «Небесний тихохід» Аллою Парфаньяк. Актор довго залицявся до неї, відбив її у легенди радянського екрану Миколи Крючкова, і в 1959 році вони розписалися в одному з РАЦС столиці. У грудні того ж року в подружжя народилася дочка Олена.
Наприкінці десятиліття Ульянов багато і тяжко працював — як в театрі, так і в кіно. Він знову співпрацював з Юрієм Єгоровим у стрічці «Добровольці», де на зйомках "мав щастя спілкуватися з Леонідом Биковим, про якого пізніше дуже тепло відгукувався. Всі ці фільми, а також «Катерина Вороніна» принесли Михайлові Олександровичу «початковий досвід, знання і навички акторської праці на знімальному майданчику».

### 1960-ті

#### «Битва в дорозі»
Однак своєю першою успішною роллю сам Ульянов вважав інженера Дмитра Бахирєва у виробничій драмі Володимира Басова «Битва в дорозі» (1961). «…мені вдалося по-справжньому відчути величезну діючу силу кіно, його відгомін у мільйонах глядацьких сердець, його проникливість у найглухіші куточки землі…» — писав він. Спочатку від ролі Бахирєва Ульянов категорично відмовився, вважаючи, що він абсолютно не схожий на головного героя роману Галини Ніколаєвої, за яким знімався фільм. Незабаром, перечитавши книгу, актор зрозумів, що «головне в Бахирєві все-таки не запам'ятовується і різка манера поведінки і зовнішність, головне — його внутрішній світ, його світогляд, його громадянська позиція». Коли йому запропонували роль вдруге, він уже не зміг відмовитися.
З'явилася нова проблема — 1959 року директором Театру ім. Вахтангова стала «людина з рідкісним знанням театру, психології акторів, по-справжньому інтелігентна людина» Федір Бондаренко. Спільно з письменником Леонідом Леоновим він приступив до постановки «Російського лісу» і в головній ролі, Вихрова, бачив лише Михайла Ульянова. Михайло Олександрович ніяк не сподівався, що Бондаренко відпустить його на зйомки картини, але після бесіди з молодим актором той сказав: «Ну що ж, я розумію тебе, і, напевно, таку роботу в кіно не варто упускати».
Фільм був відзнятий і мав у країні серйозний касовий і глядацький успіх. Примітно, що картина була успішною не лише в СРСР, але й за кордоном: тодішній керівник НДР Вальтер Ульбріхт навіть запрошував Ульянова на зйомки в одному з фільмів, але через фінансові негаразди Михайло Олександрович відмовився.

#### «Голова»: всесоюзна популярність
1963 року Ульянов знову зустрівся з Володимиром Басовим на знімальному майданчику неоднозначною драми «Тиша». Роль підлого донощика Петра Бикова стала одним з небагатьох негативних образів у кар'єрі актора. Перед від'їздом з трупою театру на гастролі в Австрію, де Ульянов мав учергове зіграти Володимира Леніна, творчий колектив викликала до себе міністр культури Катерина Фурцева. Коли їй повідомили, що роль самого Леніна буде виконувати актор, який зовсім нещодавно зіграв покидька і «стукача» в «Тиші», Фурцева гнівно виступила проти цього, але трупу все ж відпустила.
У середині того ж року Михайлу Олександровичу передали сценарій Юрія Нагибіна «Важкий шлях», сказали просто — «про колгосп». Ульянов був у захваті від «віртуозно виписаного характеру Єгора Трубникова» й успішно пройшов проби. Тоді на цю ж роль розраховував і Євген Урбанський, але Ульянову пояснили: «Так, Урбанський підходить, але може зіграти дуже героїчно, дуже сильно, і зникне Єгорова мужикуватість, заземленість». Для підготовки до ролі і створення достовірного образу Ульянов розглядав фотографії Кирила Орловського, який був прототипом Трубникова. Ульянов грав характер складний, незграбний, жорсткий; його Трубников крутий і непримиренний, за словами критика, коли справа стосується головного — «підняти колгосп, нагодувати людей, вселити в них віру в можливість кращого життя»; заради цієї мети він може не підкоритися вказівкам начальства і виявитися безжальним стосовно колгоспників. Але коли районне начальство вирішує усунути непокірного голову, то колгоспники несподівано підтримують його. «Коли море рук піднімається за Трубникова, — пише М. Кваснецька, — на очі Єгора нагортаються сльози… Обличчя його стає м'яким, безпорадним, незахищеним. Ще однією гранню блиснув характер героя, яскраво засвітився завдяки розумному, тонкому акторському рішенню Михайла Ульянова».
Картину «Голова» знімали майже рік — з серпня 1963 по липень 1964. Саме роль Єгора Трубникова принесла Ульянову всесоюзну славу, за її виконання Ульянов був удостоєний головної в країні Ленінської премії, розмір якої становив сім тисяч рублів. Відповідаючи на питання, чому цей фільм з таким тріумфом пройшов по країні, Михайло Олександрович говорив: «Мені здається, що у свій час успіх таких фільмів, як „Битва в дорозі“ або „Голова“, у створенні яких мені довелося брати участь, пояснювався саме тим, що вони відповідали на деякі важливі питання нашого суспільного розвитку».
Читачі журналу «Радянський екран», за результатами традиційного щорічного опитування, назвали Михайла Ульянова найкращим актором року.

#### Кінець 1960-х: «Брати Карамазови» і «Варшавська мелодія»
|                           | Михайло Ульянов про розробку образу Дмитра Карамазова І вдома, і на зйомках, роздумуючи про роль, я, загалом-то, правильно уявляв її сутність. Я розумів Дмитра як людину, яку довів до відчаю весь страшний уклад життя. Він гине, так нічого й не довівши. І спроба самогубства - це бунт, це крик, розпач, це неможливість вчинити по-іншому. Загублена, замучена людина хоче любові від людей, допомоги від бога. Але люди не розуміють один одного, люди вбивають один одного. І бог теж не допомагає. А Дмитро правдолюб, і якщо він буянить, то від того, що ніхто не вірить йому, не розуміє його. Він болісно шукає правду, шукає наполегливо, шукає в людях, у їхньому взаєморозумінні, розпинає себе за свої помилки і вади, сам себе розпинає більше, ніж всі інші, і від відчаю й муки йде на злочин. А в тюрмі приходить до остаточного висновку - в любові до людей треба шукати правду. По суті, весь хід ролі - це безперервне несамовите прагнення осмислити одну тему: чому люди так погано, так капосне живуть? Оригінальний текст (рос.) [Михаил Ульянов о разработке образа Мити Карамазова И дома, и на съемках, раздумывая о роли, я, в общем-то, правильно представлял её сущность. Я понимал Дмитрия как человека, доведенного до отчаяния всем страшным укладом жизни. Он погибает, так ничего и не доказав. И попытка самоубийства — это бунт, это крик, отчаяние, это невозможность поступить по-иному. Загубленный, замученный человек хочет любви от людей, помощи от бога. Но люди не понимают друг друга, люди убивают друг друга. И бог тоже не помогает. А Митя правдолюбец, и если он буянит, то от того, что никто не верит ему, не понимает его. Он мучительно ищет правду, ищет настойчиво, ищет в людях, в их взаимопонимании, казнит себя за свои ошибки и пороки, сам себя казнит больше всех других и от отчаяния и муки идет на преступление. А в тюрьме приходит к окончательному выводу — в любви к людям надо искать правду. По существу, весь ход роли — это непрерывное исступленное стремление осмыслить одну тему: почему люди так плохо, так пакостно живут?] Помилка: [undefined] Помилка: {{Lang}}: немає тексту (допомога): текст вже має курсивний шрифт (допомога) |
| — «Работаю актёром», 1987 | |

Після прем'єри «Голови» Ульянов відчував себе спустошеним: «Особливо складно і важко починати нову роль після роботи, яка забрала всього тебе, всі твої сили, яка понад рік обпікала і змушувала жити з граничним напруженням», — писав він.
У лютому 1965 року з Тари Ульянову прийшла трагічна звістка: з життя пішла його мати, Єлизавета Михайлівна
Провівши її в останню путь, Михайло Олександрович повернувся до Москви і приступив до зйомок в кількох картинах, включаючи «Штрихи до портрета В. І. Леніна» (фільм тоді поклали на полицю і не показували аж до 1987 року), де він вдруге в своїй кінокар'єрі зіграв іншого Ульянова — Леніна. У театрі Михайло Олександрович був задіяний у «Принцесі Турандот» — у ролі Брігелли і у «Варшавській мелодії» Леоніда Зоріна, де грав головну чоловічу роль — Віктора.
Як з'ясувалося пізніше, «Варшавська мелодія» виявилася останнім спектаклем Рубена Симонова, його творчим заповітом. Але тоді він репетирував, не шкодуючи сил, «упивався сюжетом, текстом, насолоджуючись роботою над цією витонченою, розумною і глибоко драматичною п'єсою». Ульянов сперечався з Симоновим до хрипоти, намагаючись урізноманітнити і ускладнити свій образ, зробити майже негативним, тоді як Рубен Миколайович «бачив його в конфлікті доброго з відмінним». Після прем'єри Михайло Олександрович ще довго грав Віктора в цій постановці і завжди вважав його одним зі своїх найкращих театральних образів.
Пізніше, в перерві засідання Комітету з Ленінських премій, членом якого був у той час Михайло Олександрович, він побачив іменитого режисера Івана Пир'єва і, не розраховуючи ні на що, попросив спробувати його на якусь роль у фільмі «Брати Карамазови». Пир'єв відразу ж сказав, що не бачить його в жодному іншому образі, крім Дмитра. Через деякий час Ульянову зателефонували з «Мосфільму» і попросили з'явитися на проби. Зібравши акторів, Іван Олександрович почав невеличку репетицію кількох сцен. Тоді вже точно були затверджені тільки Кирило Лавров і Марк Прудкін, причому без Прудкина Пир'єв свій фільм просто не бачив, а от Ульянов був для нього «весняною кригою — витримає чи провалиться?». Побоювання режисера були, швидше за все, пов'язані з нещодавнім успіхом «Голови» — він боявся «заземленості» Ульянова. Втім, після коротких репетицій Ульянов був затверджений на роль Дмитра Карамазова.
До кінця знімального процесу Михайло Олександрович ні на мить не розлучався з романом Федора Достоєвського, що дуже дратувало режисера, який переконував Ульянова не бути таким буквоїдом. «У міру руху своєї драми, — писав після виходу фільму Олександр Свободін, — герой Ульянова стає все більш привабливим. Його інфантильність обертається наївністю у високому сенсі — жагою довіри. Якщо людина відкриє вам серце і в серці цьому чистота, то як же ви, люди, можете не вірити йому! Це так дивно, так захопливо, так жорстоко, що, далебі, можна перестати розуміти все навколишнє. Ось що грає Ульянов…»
Зйомки тривали понад рік — 7 лютого Пир'єв помер від інфаркту. Закінчити картину було довірено двом «братам» — Михайлу Ульянову і Кирилу Лаврову. Як згадував пізніше Михайло Олександрович, не досвідченим у режисурі акторам тоді дуже допоміг Лев Арнштам, якого призначили офіційним керівником постановки. Ульянов і Лавров знімали все так, як хотів би Іван Олександрович, «хотіли розвинути те, чого домагався Пир'єв». Без Пир'єва було знято три фінальних епізоди — «Мокре», «Суд над Дмитром Карамазовим» і «Розмова з чортом».
Стрічка виправдала всі очікування Ульянова і Лаврова і навіть була висунута на премію «Оскар» у номінації «Найкращий фільм іноземною мовою», що було великою рідкістю для Радянського Союзу.

#### «Звільнення»
Закінчуючи «Братів Карамазових», Ульянов отримав пропозицію від режисера Юрія Озерова зіграти маршала Георгія Жукова в його масштабній військовій кіноепопеї «Звільнення». Спочатку Михайло Олександрович навідріз відмовився від цієї ролі, розуміючи, що «Жукова дуже любить, дуже знає народ», але після того, як Озеров розповів, що маршал особисто схвалив Ульянова на цю роль, змінив своє рішення. Георгій Костянтинович, за словами його дочки Маргарити, після перегляду «Голови» дійсно заявив, що «артист, прізвища якого він не знає, що зумів зіграти голову, який зміг витягнути все сільське господарство, зможе подужати і роль Жукова».
Щодня Ульянов проводив у кріслі гримерів по кілька годин — саме стільки займало створення зістарювального гриму (на той момент Михайлу Олександровичу не було й 45 років). Гримерка ліпила акторові накладні щоки, підбривала кінчики волосся, але в підсумку від цього відмовилися й залишили Ульянова «зі своїм обличчям». Для кращого входження в роль Михайло Олександрович ознайомився з безліччю матеріалів про маршала, переглядав документальні фільми та фотографії.
Коли зйомки стартували, Жуков був важко хворий, і Ульянов ніяк не міг з ним зустрітися. Одужавши, Жуков був готовий до зустрічі з актором, але цього разу «через потік щоденних справ» зайнятий був Ульянов. Знімальний процес кіноепопеї тривав близько шести років, але за цей час зустріч маршала Ульянова так і не відбулася — Жуков помер у червні 1974 року.
У 1968 і 1969 роках відзнято перші два фільми так званої пенталогії «Визволення» — «Фільм перший. Вогняна дуга» і «Фільм другий. Прорив». Наприкінці десятиліття Ульянову присвоєно звання Народного артиста СРСР.

### 1970-ті

#### «Біг», «Єгор Буличов та інші»
На самому початку року Ульянов пройшов проби на роль Віктора Харламова в драмі Андрія Смирнова «Білоруський вокзал», але на неї згодом був затверджений Олексій Глазирін.
Однією з найвідоміших ролей Ульянова в кіно є «розкішна фантасмагорична» роль генерала Григорія Лук'яновича Чарноти в картині Олександра Алова і Володимира Наумова «Біг» (1970), знятої за п'єсою Михайла Булгакова. На думку Михайла Олександровича, «дуже колоритна постать білого генерала, який вештається по Парижу в одних кальсонах, а потім виграє цілий статок, вимагала зовсім нового підходу та нових акторських пристосувань». Актор вважав, що йому не вдалася б ця роль без таких «талановитих, тонких» режисерів і таких партнерів, як Євген Євстигнєєв і Олексій Баталов.
Фільм Алова і Наумова знімався переважно в болгарському місті Пловдиві. Зйомки фінальних сцен проходили в Севастополі, а паризьких — у самій столиці, де Ульянов і Баталов проживали в готелі «Бонапарт». Володимир Наумов згадував:
|  | Я пам'ятаю, на зйомках "Бігу", який ми знімали з режисером Аловим, скінчився знімальний день, спорожнів майданчик, я питаю: а де ж Ульянов? Мені відповідають: так там, у декораціях ще сидить. Я заглядаю - і бачу: він сидить і розмовляє з тарганом, розповідає цьому древньому, мільйони років існуючому створінню про те, який під Києвом був бій, як було тепло, але не жарко... І з такою силою, з такою вірою в те, що той його розуміє, Ульянов робив це - приголомшливо! Я так шкодував, що не було у мене з собою фотоапарата, щоб зняти дивний, дивовижний контакт, на який здатна, на мою думку, тільки видатна людина! Оригінальний текст (рос.) Я помню, на съёмках „Бега“, который мы снимали с режиссёром Аловым, кончился съёмочный день, опустела площадка, я спрашиваю: а где ж Ульянов? Мне отвечают: да там, в декорациях ещё сидит. Я заглядываю — и вижу: он сидит и разговаривает с тараканом, рассказывает этому древнему, миллионы лет существующему созданию о том, какой под Киевом был бой, как было тепло, но не жарко… И с такой силой, с такой верой в то, что тот его понимает, Ульянов делал это — потрясающе! Я так жалел, что не было у меня с собой фотоаппарата, чтобы снять странный, удивительный контакт, на который способен, на мой взгляд, только выдающийся человек! |

Стрічку тоді дивом не поклали на полицю: Наумов з Ульяновим перебували в Чехословаччині, коли режисерові зателефонували і повідомили, що прем'єру «Бігу» скасовано, всі афіші знято. Вони терміново вилетіли до Москви на урядовому літаку, де, за словами Наумова, їх запросили в окремий салон, призначений для «VIP-пасажирів зі складу Політбюро». Чиновники запропонували їм зіграти в доміно, в «американку» — переможець вимагає виконання будь-якого бажання від переможеного. Ульянов і Наумов виграли дві партії з трьох і вже через два дні столиця знову була обклеєна афішами про майбутню прем'єру.
Енциклопедія «Хто є хто в світі» відносить цю роботу Ульянова до розряду найбільш цікавих у кар'єрі актора — багато в чому, завдяки філігранній режисурі Алова і Наумова.
Після цього молодий випускник ВДІКу Сергій Соловйов, подивившись «Голову», побачив у ролі горьковського Єгора Буличова тільки Михайла Ульянова. В об'єднанні «Мосфільму» «Промінь» постановнику допомогли влаштувати зустріч з актором. Соловйов, знаючи акторські методи Ульянова, боявся, що він не прийме концепцію режисера, але той, уважно розглянувши себе в дзеркалі, сказав, що йому подобається. Епізодичну роль у фільмі мав виконати Інокентій Смоктуновський, однак Ульянов, ледь почувши прізвище «Смоктуновський», поставив Соловйову ультиматум, розуміючи масштаб таланту Інокентія Михайловича: або він, або Смоктуновський. Між зйомками Ульянов репетирував у театрі роль Марка Антонія в «Антонії та Клеопатрі» Вільяма Шекспіра.
Фільм «Єгор Буличов та інші» не мав особливого успіху в країні. Причиною цього, на думку Ульянова, було те, що «в прокаті цю картину пустили на екрани найбільш мінімальним тиражем і в найбільш невигідні години». Пізніше Ульянов писав, що роль Буличова, в яку він вклав надзвичайно багато сил, була незаслужено не помічена: «Іноді у мене буває таке враження, що й не було такої картини, і не було тих болісних пошуків свого шляху у створенні цього характеру, не було тієї граничної втоми, яку я відчував під час зйомок, тому що вони збіглися з випуском в театрі вистави „Антоній і Клеопатра“. Залишилися тільки подив і образа. На кого?».

#### «Антоній і Клеопатра» та дебют у режисурі— «останній день»
|                                                                           | Антоній - який він? Звісно ж, приступивши до роботи над роллю Антонія, я читав все, що знайшов, про той час, про цю людину. Але яким же він був? Ми з Симоновим визначали для себе Антонія як людину, яка все міряє своїми мірками: можлива гріховна любов, але неможлива підлість, може бути забуття любові, але не може бути зради. ... Чому такий Антоній бачився нам? І чому в пошуках характеру Антонія ми не брали до уваги Плутарха? Ні, він у нас мав бути і гульвісою і людиною, відданою усім пристрастям людським, але загальне рішення вистави, умовне, піднесене, вимагало, щоб і я йшов за цією стилістикою. Оригінальний текст (рос.) Антоний — какой он? Естественно, приступив к работе над ролью Антония, я читал всё, что нашел, о том времени, об этом человеке. Но каким же он был? Мы с Симоновым определяли для себя Антония как человека, который всё меряет своими мерками: возможна греховная любовь, но невозможна подлость, может быть забвение любви, но не может быть предательства. … Почему такой Антоний виделся нам? И почему в поисках характера Антония мы не принимали Плутарха в расчет? Нет, он у нас должен был быть и кутилой и человеком, предающимся всем страстям человеческим, но общее решение спектакля, условное, приподнятое, требовало, чтобы и я следовал этой стилистике. |
| — Михаил Ульянов о создании образа Марка Антония, «Работаю актёром», 1987 | |

1971 року Євген Симонов поставив у Театрі ім. Вахтангова головний експериментальний спектакль у своєму житті — «Антоній і Клеопатра» за п'єсою Шекспіра, «однією з найбільш „земних“ його трагедій». Головну чоловічу роль, Марка Антонія, він запропонував старому другові Михайлу Ульянову; Клеопатру зіграла багаторічна партнерка Ульянова по сцені Юлія Борисова.
Симонов вирішив виставу як арену римського цирку, «на якій йде гра, кривава і безпощадна». Декорації Йосипа Сумбаташвілі — арена і амфітеатр з сірого металу — створювали відчуття пастки, з якої, як для гладіаторів, немає іншого виходу, крім бою не на життя, а на смерть. На думку Ульянова, Василь Лановий зіграв тут одну зі своїх найкращих ролей — «самовпевненого, повного презирства до людей» Октавіана. Після прем'єри в пресі з'явилися діаметрально протилежні відгуки про акторську роботу Ульянова, сам Михайло Олександрович запам'ятав з усіх відгуків один: «Весь спектакль пронизаний пристрастю і люттю Антонія — Ульянова, який більшою мірою є солдатом, ніж імператором і державною людиною, саме це й добре. З відкритими грудьми, з розкритим серцем, такий зрозумілий і такий сьогоднішній», — писала в невеликій рецензії у «Вогнику» акторка Любов Орлова.
Ознайомившись зі щойно опублікованою повістю Бориса Васильєва «останній день», Ульянов, втомившись від «проявів неприязні, невиправданої злості, образливою грубості, нахабного хамства, серцевої черствості», вирішив спробувати себе в режисурі і поставити повнометражний фільм «про добру людину» за цим твором. Михайло Олександрович сам написав сценарій і виконав головну роль — Семена Ковальова, дільничного міліціонера, який гине від рук злочинця в останній день служби.
На превеликий жаль Ульянова, глядачі не прийняли його роботу і засипали актора листами: «Навіщо ви зупинилися на цьому майже „казковому“ матеріалі? Що вас привабило в цій зворушливій фігурі добренького міліціонера? Ви ж завжди грали людей сильних і вольових, і раптом образ добродушної й навіть м'якотілої людини, яка через доброту свою й гине?». Пригнічений режисерським провалом Ульянов тоді ж пообіцяв самому собі, що більше по той бік камери не стане.
Перейшовши від кінорежисури до театральної режисури, Михайло Олександрович поставив у рідному театрі виставу «Ситуація» за однойменною п'єсою Віктора Розова, прем'єра якої відбулася в 1973 році.

#### «Річард III» та нереалізовані проекти
У 1974 році Ульянов двічі зіграв Жукова: в драмі Ігоря Таланкіна «Вибір цілі», про створення атомної бомби Ігорем Курчатовим, і в черговій військової кіноепопеї Михайла Єршова «Блокада». Цього разу образ маршала, «опукло, чітко і виразно» виписаний Олександром Чаковським у «Блокаді», припав Ульянову більше до вподоби, ніж у «Звільненні»: «Ну, скажімо, я вважаю, що це одна з картин, які найточніше виражають характер Жукова…».
У липні Василь Шукшин запросив Михайла Олександровича зіграти Фрола Мінаєва у своєму фільмі «Кінець Разіна». Ульянов погодився, але зйомки так і не встигли початися, в жовтні Шукшин раптово помер.
Не пройшовши проби на роль Григорія Распутіна в історичному фільмі Елема Климова «Агонія», Ульянов разом з трупою театру вирушив на нетривалі гастролі до Єревана, де вахтангівці побачили, в уривках, новий спектакль Рач'ї Капланяна «Річард III». Вирішено було поставити трагедію Шекспіра і в Москві. У жовтні 1975 року ролі були розподілені, і Капланян, крім призначення Ульянова на головну роль, запросив його на спектакль і як режисера.
Примітно, що «Річарда III» вже намагалися поставити в Театрі ім. Вахтангова в 1965 році. Однак спектакль не відбувся у зв'язку зі смертю виконавця головної ролі і режисера вистави, одного з вчителів Ульянова Михайла Астангова.
Михайло Олександрович довго шукав ключ до характеру Річарда: «…Можливо, грати Річарда треба не сатаною і дияволом, а дрібною твариною, боягузливою, нікчемною натурою, яка, користуючись людською недосконалістю, лізе в дірки і шпарини, а не йде на приступ. Він, як миша, прогризає собі дорогу мовчки, тихо і ніби непомітно, готовий за найменшої небезпеки втекти. Але як же така нікчемність захопила владу? Все тим же мишачим способом, користуючись розладом і розбратом, шукаючи лазівки і прогризаючи діри, нацьковуючи і лестячи, зраджуючи і продаючи, завжди насторожено чекаючи удару. Щось від шакала є в ньому». У ході створення вистави Капланян і Ульянов вдалися до деяких змін сюжету Шекспіра, зокрема, повністю змінили фінальні сцени. Спектакль, який викликав суперечливі відгуки в пресі, йшов на сцені театру багато років.
У 1975 році у видавництві «Молода гвардія» вийшла перша книга Ульянова — «Моя професія». За виконання ролі Друянова у виставі «цілісінький День» Михайло Олександрович був представлений до Державної премії РРФСР. 1976 року обраний членом Центральної ревізійної комісії КПРС.

#### Кінець 1970-х: «Тема»
Наприкінці 1970-х років актор плідно знімався і грав у театрі. За один тільки 1977 рік відбулися прем'єри трьох стрічок за участю Михайла Олександровича: «Особисте щастя», «Зворотний зв'язок» і «Поклич мене в далечінь світлу». В останній Ульянов здійснив давню мрію: знявся в картині за твором Василя Шукшина. У театрі його репертуар поповнили Гайдай у «Загибелі ескадри» Олександра Корнійчука і ще один Ленін — у п'єсі Миколи Погодіна «Людина з рушницею»; з цими виставами він взяв участь у гастролях театру по всьому Нечорнозем'ї. Володимира Ілліча в класичному виконанні Бориса Щукіна Ульянов не приймав, вважаючи, що той перекрутив вождя, наділивши його рисами «блаженного чоловіка». Сам він грав його жорстко, втілюючи зовсім не той образ, який звикли бачити мешканці СРСР.
У листопаді 1977 року в Ростові Ульянов відзначив своє 50-річчя. На початку 1978 року режисер Гліб Панфілов волів, щоб головну роль в його новому фільмі «Тема» зіграв Михайло Ульянов, а не Інокентій Смоктуновський чи Олексій Баталов. Як вважав тоді Панфілов, вибрати Смоктуновського було б надто поверхово, а Баталову не вистачало «мужикуватості», настільки властивої сибірякові Ульянову. Михайло Олександрович так згадував той час:
|   | Коли приступали до зйомок, я бачив, як болісно вагався режисер, вибираючи актора на головну роль. І був непідробно здивований, коли Гліб Анатолійович запропонував спробувати себе у ролі Кіма Єсеніна мені. Все-таки незадовго до цього я грав Єгора Трубникова в «Голові», Дмитра в «Братах Карамазових» ... А тут - не то сатирична, не то іронічна історія, герой-письменник виведений глузливо, їдко. А інше, на кшталт монологу «Краю мій рідний, край ...», просто ошелешує. Читач сценарію або глядач, напевно, теж буде ошелешений. Але сам сценарій мені сподобався, а від роботи з таким режисером, як Панфілов, звичайно ж, не відмовляються. Оригінальний текст (рос.) Когда приступали к съёмкам, я видел, как мучительно колебался режиссёр, выбирая актёра на главную роль. И был неподдельно удивлён, когда Глеб Анатольевич предложил пробоваться на роль Кима Есенина мне. Всё-таки незадолго до этого я играл Егора Трубникова в «Председателе», Дмитрия в «Братьях Карамазовых»... А тут — не то сатирическая, не то ироническая история, герой-писатель выведен насмешливо, едко. А иное, вроде монолога «Край мой родимый, край...», просто ошарашивало. Читатель сценария или зритель, наверное, тоже будет ошарашен. Но сам сценарий мне понравился, а от работы с таким режиссёром, как Панфилов, конечно, не отказываются. |
| — | |

Зйомки картини проходили у Суздалі, де за сюжетом і відбулися основні події. Як і передбачав ще на стадії її розробки поет Євген Євтушенко, стрічку поклали на полицю і заборонили до показу. На думку критика Валерія Головского, якби в головній ролі був той же Смоктуновський, то ні про яку «поличну» долю й мови б не було, але цинічного і боягузливого драматурга Єсеніна зіграв Михайло Ульянов — Ленін, Карамазов і маршал Жуков.
Глядачі нічого не знали про фільм «Тема» аж до 1987 року — часу, коли був відкритий 37-й Берлінський кінофестиваль. У Берліні журі, на чолі з німецьким актором Клаусом Марією Брандауером, присудило картині головний приз форуму — «Золотий ведмідь»; таким чином, вона стала другою і останньою в історії радянського кінематографа, що перемогла на Берлінале.

### 1980-ті

#### «Остання втеча» і «Приватне життя»
Продовжуючи грати в театрі, Ульянов отримав сценарій нового фільму ленінградського режисера Леоніда Менакера «Остання втеча». Ознайомившись з ним, побачивши, наскільки «щиро» Олександр Галін написав його, «з добрим почуттям до головного героя», Ульянов, не роздумуючи, дав згоду.
З режисером Менакером актор швидко знайшов спільну мову і приступив до відтворення «екстравагантного характеру» керівника духового оркестру в спецшколі Олексія Івановича Кустова, ветерана війни, просто хорошої людини. Зйомки проходили в Ленінграді, Сімферополі і Сланцях — місті, звідки був родом прототип головного героя, реально існуючий Олексій Кустов. У Сланцях Ульянов і познайомився з людиною, яку йому пізніше належало зіграти.
Картина не мала особливого успіху, і попри це Михайло Олександрович був задоволений цим досвідом, хоча б тому, що Олексій Іванович помер через кілька років після її виходу і ця робота стала своєрідною даниною пам'яті «скромній людині, яка прожила непомітне, але благородне життя».
1979 рік для Ульянова був відзначений новою зустріччю з покійним Василем Шукшиним: з молодим режисером Р. Черняхівським він зробив те, що йому не вдалося в кіно, створив за романом «Я прийшов дати вам волю» спектакль «Степан Разін». Головного героя він прагнув зіграти так, як хотів того Шукшин, — «щоб у його долі відбилася доля всього російського народу, вкрай вистраждалого і повсталого». Такий Разін викликав суперечки, неприйняття одних і рішучу підтримку інших; Ульянов до критики ставився по-філософському: «Будь-яка спроба поглянути на сформоване уявлення своїми очима завжди супроводжується боротьбою, нерозумінням, неприйняттям… Але немає інших очей, крім сьогоднішніх… Немає іншого шляху в театрі, крім спроб знайти свою дорогу, незвідану, нетоптану».
У липні 1980 року Ульянов був вражений несподіваною і ранньою смертю «колеги по цеху» Володимира Висоцького і на його громадянській панахиді виголосив велику промову: «У нашій акторській артілі велика біда. Впав один з найкращих, неповторних, ні на кого не схожих майстрів. Кажуть, незамінних людей немає — ні, є! Прийдуть інші, але такий голос, таке серце вже з нашого акторського братства піде…». У 1981 році зіграв у стрічках «Факти минулого дня» і «Лютневий вітер».
1982 року Ульянов уже практично був затверджений на несподівану для нього комедійну роль інспектора в детективі Алли Сурикової «Шукайте жінку», його напарником-поліцейським мав стати Семен Фарада. Але Михайло Олександрович серйозно захворів, вибув з проекту і Фарада. Їхні ролі зіграли Леонід Куравльов і Леонід Ярмольник. Замість Суриковою Ульянов знявся у Юлія Райзмана, передостанньому, як виявилося, фільмі режисера «Приватне життя».
Герой Михайла Олександровича — літній директор підприємства Сергій Микитович Абрикосов, якому, внаслідок певних життєвих обставин, доводиться піти на пенсію. Ульянов показав його самотнім, сумлінним чоловіком, який втратив сенс життя після звільнення з роботи. Райзман спочатку не горів бажанням брати на цю роль саме Ульянова, режисер не любив акторів, які занадто багато знімаються в кіно, але потім передумав. Кожного дня акторові наносили спеціальний зістарювальний грим, оскільки Ульянову на той момент не виповнилося 55 років.
На подив Ульянова, який передбачав, що історія про простого радянського пенсіонера не може зацікавити нікого, крім жителів СРСР, стрічку Райзмана відібрали в одну з позаконкурсних програм Венеційського кінофестивалю і номінували на премію «Оскар» в категорії «Найкращий фільм іноземною мовою». На Лідо фільм удостоївся кількох призів, зокрема спеціальним призом журі нагородило і самого Михайла Олександровича, «за найкраще виконання чоловічої ролі». Пізніше за цю акторську роботу Ульянов отримав ще й Державну премію СРСР.

#### «Без свідків» і «Наполеон Перший»
Прочитавши якось у журналі «Театр» п'єсу Софії Прокоф'євої «Розмова без свідка», Ульянов, згадавши, як Микита Михалков у нещодавній розмові з ним виявив бажання поставити якусь виставу у «вахтангівців», запропонував йому зайнятися саме цією п'єсою. У розпал репетицій Михалков несподівано повідомив, що йому запропонували зняти за цією п'єсою фільм: «Два актори, одна декорація. У студії залишилися гроші. Думаю, ми зможемо. А головне, є можливість і фільм зняти, і спектакль зробити. І можливо, одночасно випустити. Уявляєте собі, як це заманливо?». Проте керівництво театру вважало таку мінливість Михалкова неетичною і припинило роботу над виставою.
1983 року розпочалися зйомки картини «Без свідків», у якій Ульянов зіграв одну з небагатьох своїх негативних кіноролей. Партнеркою Ульянова стала Ірина Купченко, а весь сюжет розгортався в простій радянській квартирі. У ході розгортання фільму в героя Ульянова збільшувалися зуби і змінювалася форма черепа — таким був задум Михалкова, за допомогою гриму підкреслювалося перетворення головного героя з добропорядної людини на справжнього монстра. Величезною проблемою стало те, що знайти в стандартній квартирі щось цікаве, чим би можна було заманити глядача на півтори години, неймовірно важко.
Для Ульянова роль колишнього чоловіка стала однією з найважчих і, зокрема й через це, однією з найулюбленіших у житті: «Складність була в тому, щоб в екстравагантних, майже фарсових ситуаціях залишатися людиною, а не паяцом, не скоморохом. І це була одна з найважчих ролей. Давалася вона мені дуже тяжко. Адже цей тип у житті актор — він постійно грає. Грає добру людину, грає діяльну, грає любов. А мені, акторові, треба цього „актора в житті“ зіграти — ось яке завдання стояло переді мною». З ним були солідарні критики, котрі вважають цей образ одним з кращих коли-небудь створених актором. Робота з Міхалковим була для Ульянова великою школою.
За словами Михайла Олександровича, стільки гнівних листів, скільки він отримав після виходу картини, йому не приходило ніколи. «Чого це Ульянов так награє? Він що, втратив совість, став так розв'язно грати, так нахабніти?» — писали одні глядачі, інші, не соромлячись, називали актора негідником, підлюком і покидьком.
Ще на початку 1970-х років Ульянов прочитав п'єсу Фердинанда Брукнера «Наполеон Перший» і відразу ж побажав зіграти великого диктатора. Але головному режисерові театру Євгенові Симонову п'єса здалася «занадто дрібною, поверхневою, легкою». Ульянов змирився з тим, що Наполеона йому не зіграти, однак 1983 року Анатолій Ефрос приступив до постановки п'єси в Театрі на Малій Бронній і на головну роль запросив Ульянова — як гастролера. З Ефросом Ульянов до цього працював у телевиставі «Острови в океані» за Ернестом Хемінгуеєм.
Ульянов, звиклий до великої сцени Вахтангівського театру, не без складнощів пристосовувався до маленької зали на Бронній. Михайло Олександрович перечитав десятки матеріалів про Наполеона, відвідав Державну історичну бібліотеку РРФСР, але так і не знайшов головного — «…який він, коли залишається один? У чому виражається його людська сутність? Де його слабкість? Де біль?». Розриваючись між двома театрами, Ульянов вирушив до заступника міністра культури РРФСР Юрія Мелентьєва Євгена Зайцева і зажадав від нього більш високої заробітної плати, ніж тоді, підкреслюючи, що зали повні й квитків не дістати. На це Зайцев відповів, що актори не на гастролях у Саратові, тому мають право отримувати лише певну суму.
Одним з перших Ульянова в ролі Наполеона побачив майбутній генсек Михайло Горбачов. Після прем'єри Віктор Розов писав: «…Ульянов надзвичайно органічно опанував зовнішній вигляд свого персонажа. Всі пози, в яких художники зобразили Наполеона на картинах, Ульянов схопив і зробив своїми: і схрещені на грудях руки, і твердо поставлена на підвищення нога, і міцно зчеплені пальці рук за спиною в моменти сильного хвилювання. Актор не змальовує персонажа — він ним є. І шинель він вдягає по-наполеоновськи».
Спектакль був зіграний лише близько двадцяти разів — незабаром Ефрос перейшов у Театр на Таганці, а Ольга Яковлєва, виконавиця ролі Жозефіни, не хотіла грати спектакль без нього. Анатолій Васильович хотів відновити постановку на Таганці, але все відкладав, а 1987 року його не стало. Десять років по тому за наполяганням Яковлєвої спектакль все-таки відтворили, але вже в Театрі імені Маяковського, де Наполеона грав Михайло Філіппов.

#### Знову Жуков, народження внучки і «Тев'є-молочник»
У липні 1984 року на світ з'явилася внучка Михайла Олександровича — Єлизавета, названа так на честь прабабусі, матері Ульянова. За словами дочки Олени, коли вона показала батькові внучку, він розплакався і вперше в житті перебував у стані абсолютного щастя. Невдовзі після народження Лізи Ульянов виїхав з театром на гастролі по Далекому Сходу Росії. У наступні два роки Ульянов учергове виконав роль маршала Жукова в картинах «Перемога», «Битва за Москву» і «Контрудар». У театрі Ульянов вже давно грав виключно головні ролі; черговою такою роллю в 1984 році став Едигей в спектаклі «І довше століття триває день» за однойменним романом Чингіза Айтматова.
У квітні 1985 року Ульянов виступив з великою промовою на пленумі ЦК КПРС, який ознаменував початок тотальних змін у країні. Того самого року він поставив у театрі п'єсу Джона Герсі «Скупник дітей», запросивши на невелику роль свого колишнього педагога Віру Львову. Спектакль провалився, і Ульянов поклявся собі ніколи більше до режисури не повертатися. Тоді ж давній друг Ульянова Сергій Євлахішвілі почав роботу над телевиставою «Тев'є-молочник». Запрошення на роль, в якій виблискував колись Соломон Міхоелс, для самого Михайла Олександровича виявилося несподіваним, втім саме Тев'є став художньо найзначнішою його роботою на телебаченні.
Працюючи над образом Тев'є, Ульянов отримував величезне задоволення. Головну жіночу роль грала Галина Волчек, яку актор називав «однією з найрозумніших жінок», з якими йому доводилося зустрічатися. Телевистава Євлахішвілі сподобалася і глядачам, і критикам. Веніамін Каверін писав про Ульянова: «Я б сказав, що він грає з надзвичайним тактом, і подібно до Міхоелса, грає насамперед характер. Причому треба сказати, що це стосується не лише Ульянова. Весь спектакль побудований абсолютно незалежно від того, як він був побудований Міхоелсом, а між тим він справляє не менше враження. Ульянов не прагне, як це робив і Міхоелс, викликати жалість до себе. Він грає саме так, як це буває в житті, — забуваєш, що дія відбувається багато років тому, в незнайомих тобі місцях». Переважно відзначалася висока достовірність гри Ульянова, який буквально прожив роль єврея, зокрема, Арон Вергеліс був захоплений його акторською роботою.
Єлизавета Метельська, яка бачила в ролі Тев'є легендарного Міхоелса, якось сказала, що Ульянов був першим актором після Міхоелса, який був справжнім Тев'є, таким, яких вона бачила, проживаючи в Україні. Після показу «Тев'є-молочника» по телебаченню Ульянову приходило багато листів, у яких глядачі задавали одне єдине питання: «Скажіть правду, Ви — єврей чи ні?».
У 1986 році Ульянов був удостоєний звання Герой Соціалістичної Праці. На Всесоюзному радіо актор записав моновистави «Тихий Дон» і «Мертві душі». У цьому ж році Ульянова одноголосно обрали головою Спілки театральних діячів РРФСР.

#### Кінець 1980-х: крісло художнього керівника Театру ім. Вахтангова, «Брестський мир»
Рік по тому Ульянов закінчив свою другу книгу — «Працюю актором», опубліковану у видавництві «Мистецтво».
У вересні 1987 року, після добровільного відходу Євгенія Симонова, Михайла Ульянова призначено художнім керівником Театру імені Вахтангова. Беручи театр після Симонова, Ульянов відразу ж сформував чотири пункти своєї програми:
- він буде залучати в театр великих режисерів і драматургів;
- в театрі будуть ставити лише талановиті п'єси;
- сам художній керівник ніколи не буде займатися режисурою, оскільки, на його думку, справжнім режисерським даром не володів;
- він не буде скорочувати трупу[94][151].

На посаду актор вступав, «маючи перед собою головне завдання — зберегти Вахтангівський театр, не дати його колективу розпастися на групки».
Однією з перших прем'єр театру під керівництвом Ульянова став поставлений Робертом Стуруа спектакль «Брестський мир» за п'єсою Михайла Шатрова, написаною ще на початку 1960-х, але дозволеною до постановки лише в роки «перебудови». Коли Стуруа приступав до репетицій, п'єса Шатрова здавалася дуже сміливою — вперше на радянській сцені з'явилися Лев Троцький (Василь Лановий), Микола Бухарін (Олександр Філіппенко). І робота Стуруа здавалася дуже сміливою — у виставі був момент, коли Ленін лежав на підлозі, а Арманд ставила ногу йому на груди і починала розмову.
Ульянов грав бентежного Леніна без жодного гриму, грав пристрасно, трагічна музика Гії Канчелі дуже органічно вписалася в революційну атмосферу. Спектакль мав успіх, з ним трупа гастролювала в США, Аргентині, Англії. Однак Михайло Горбачов спектакль не ухвалив: «Мабуть, позначилося сприйняття партократа. Вперше на сцені разом з Леніним, як би навіть на рівних, — Троцький, Бухарін… Мабуть, це не вкладалося в голові, зачіпало „однопартійну душу“ генсека, першого і останнього президента СРСР», — припускав Михайло Олександрович. Однак незабаром після скасування цензури з'ясувалося, що «смілива» п'єса Шатрова була лише напівправдою, вистава вже йшла при напівпорожніх залах і зрештою її зняли з репертуару.
У листопаді Михайло Олександрович скромно відзначив 60-річчя. Наприкінці десятиліття став народним депутатом СРСР, знявся в кількох картинах, включаючи «Сталінград», де знову зіграв маршала Жукова.

### 1990-ті

#### «Березневі іди»
1990-ті виявилися найбільш неплідним десятиліттям у кар'єрі Ульянова. 1990 року став членом Центральної ревізійної комісії КПРС. У кіно — маршал Жуков у шестисерійній стрічці «Війна на західному напрямку», в театрі — несподівана для актора роль Йосипа Сталіна в політичному фарсі запрошеного режисера Романа Віктюка «Уроки майстра». Ульянов грав Сталіна «з грубістю, жорстокістю, важкою фізіологічністю і трагічним нервом».
На черговому з'їзді членів Спілки театральних діячів у 1991 році було вирішено: Ульянов залишається на другий строк. Тоді ж Михайло Олександрович вдруге від 1970 року зустрівся з Сергієм Соловйовим на знімальному майданчику — в його ексцентричній комедії «Будинок під зоряним небом», де зіграв академіка Башкирцева.
|                                                                       | Скажи, тезка, це наочний посібник для розуміння нашого життя?.. Оригінальний текст (рос.) Скажи, тёзка, это наглядное пособие для понимания нашей жизни?.. |
| — Михайло Горбачов Михайлові Ульянову після перегляду «Березневих ід» | |

У березні режисер Аркадій Кац закінчив постановку «Березневих ід» Торнтона Вайлдера; роль Гая Юлія Цезаря зіграв Михайло Ульянов. У 1960-х цей роман у листах був опублікований Олександром Твардовським у журналі «Новий світ» і його «до дірок» зачитали радянські громадяни. На хвилі успіху телережисер Орлов хотів зробити з нього телевиставу, роль Цезаря була запропонована Ульянову, але з різних причин задум тоді не вдалося реалізувати. На початку «перебудови» в Театр ім. Вахтангова перейшов Аркадій Кац, якому Михайло Олександрович і подав ідею про «Березневі іди».
Ульянов показав Цезаря трагічно самотньою людиною. Виставу відвідували багато членів Політбюро, включаючи Михайла Горбачова. Актор розумів, що в «Березневих ідах» показано багато пронизливих речей, які стосуються і сучасного стану в країні. Примітно, що після закінчення подій «чорного жовтня» спектакль показали по телебаченню.
З 1992 по 1993 рік актор знявся в кількох стрічках, зіграв протоієрея Туберозова у виставі «Соборяни» за романом Миколи Лєскова.

#### «Майстер і Маргарита», «Без провини винуваті»
У 1994 році Ульянов вирушив з трупою на гастролі до Швейцарії. Пізніше знімався в Єрусалимі й околицях Хайфи в ролі Понтія Пілата в екранізації роману Михайла Булгакова «Майстер і Маргарита». Картина з різних причин вийшла на екрани лише після смерті Михайла Олександровича, але відгуки і критиків, і глядачів були одностайними — «зіграно геніально».
Приблизно тоді ж театральний режисер Володимир Мірзоєв, який повернувся в столицю, запропонував Ульянову поставити в театрі імені Вахтангова п'єсу Гарольда Пінтера «Повернення додому» і зіграти в ній головну роль, м'ясника Макса. Ульянову імпонувала назва роботи («ось це якраз те, що зараз потрібно, — повернутися до витоків, до свого коріння»), але, ознайомившись з п'єсою, він відмовився від неї через «брутальну лексику, сюжет і тривожно-абсурдні смисли цієї речі».
Рік по тому зіграв чи не єдину головну роль в образі маршала — в напівдокументальній стрічці Юрія Озерова «Славетний полководець Георгій Жуков». Під Санкт-Петербургом пройшли зйомки комедії Дмитра Астрахана «Усе буде добре!», де Ульянов виконав рідкісну для себе комедійну роль самотнього дідуся.
У театрі — Шмага в п'єсі Олександра Островського «Без провини винуваті», роль, яку Михайло Олександрович грав ще у Самборської в 1940-х роках. Спочатку Ульянов час від часу заміняв хворого Юрія Волинцева, але після його смерті в 1999 році став основним виконавцем цієї ролі. Саме в образі Шмаги актор востаннє вийшов на сцену.
1996 року президент Росії Борис Єльцин нагородив Михайла Олександровича орденом «За заслуги перед Вітчизною» III ступеня. Видавництво «Центрполиграф» випустило третю книгу Ульянова — «Повертаючись до самого себе».

#### Кінець 1990-х: «Твір до Дня Перемоги», «Ворошиловський стрілок»
1996 року Ульянов відмовився від третього терміну на посаді голови Спілки театральних діячів і передав кермо правління Олександрові Калягіну. Незадовго до одного з головних фільмів в своїй кар'єрі, «Ворошиловського стрілка», Михайло Ульянов попрацював з режисером Сергієм Урсуляком на зйомках трагікомедії «Твір до Дня Перемоги». Ульянов згадував:
|  | Мені цікаво було попрацювати над цим фільмом. По-перше, «Твір до Дня Перемоги» - трагікомедія, досить рідкісний жанр у нашому кіно. Він вимагає особливої майстерності насамперед від режисера. І, по-моєму, Сергій Урсуляк, випускник Театрального училища імені Щукіна, режисер ще молодий, блискуче впорався зі своїм завданням. По-друге, у фільмі грали чудові актори. І по-третє, мене приваблювала тема «Твору» - доля людей, які все своє життя віддали служінню Батьківщині. Оригінальний текст (рос.) Мне интересно было поработать над этим фильмом. Во-первых, «Сочинение ко Дню Победы» — трагикомедия, довольно редкий жанр в нашем кино. Он требует особого мастерства прежде всего от режиссёра. И, по-моему, Сергей Урсуляк, выпускник Театрального училища имени Щукина, режиссёр ещё молодой, блестяще справился со своей задачей. Во-вторых, в фильме играли замечательные актёры. И в-третьих, меня привлекала тема «Сочинения» — судьба людей, всю свою жизнь отдавших служению Родине. |

Партнерами Михайла Олександровича стали В'ячеслав Тихонов і його старий друг Олег Єфремов. На думку актора, «„Твір до Дня Перемоги“ і „Ворошиловський стрілок“ були зроблені з любов'ю до звичайного людині, з глибоким співчуттям до неї». Критик Дмитро Биков зазначав, що найкращим з основного акторського тріо безперечно є Ульянов: «Михайло Ульянов ще раз довів, що він визначний актор. Якби автор був впевнений, що Ульянова це не образить, він назвав би його російським Ентоні Гопкінсом. Автор навіть погодився б назвати Ентоні Гопкінса російською Ульяновим. Гопкінс — мій улюблений іноземний актор. Вибачте мене».
Зіграти роль літнього месника Івана Афоніна в драмі Станіслава Говорухіна «Ворошиловський стрілок» Ульянова змусили і фінансові, і життєві обставини: актор неймовірно боявся за свою підростаючу внучку, тому в стрічці зіграв, по суті, самого себе. Анна Синякіна, виконавиця ролі внучки пенсіонера, згадувала, що на зйомках Ульянов спочатку допоміг Говорухіну затвердити її на цю роль, після чого постійно допомагав молодій акторці вжитися в образ, підказував і давав поради.
Зйомки знакової картини Говорухіна проходили в Калузі, знімальна група жила в готелі «Приокська». Ульянов зізнавався, що йому було приємно працювати над роллю: «…До приємних емоцій пасувала обстановка, адже зйомки йшли в невеликий і затишній Калузі, яка, як мені здалося, якимось дивом зберегла свій давній купецько-провінційний уклад. Подобався мені мій герой — звичайний старий, за плечима якого немудроване, але чесне життя. Тільки на схилі років немає йому спокою. Світ перевернувся! Цінне знецінилося, і звідки не візьмись таке повилазило… І вийшло, що на прикладі цього старого раптом на екрані розкрилися біди нашого болючого, незахищеного суспільства».
Олександру Пороховщикову, що зіграв одну з ключових ролей у фільмі, назавжди запам'ятався момент, коли з вікон готелю він почув, як на лавці біля будівлі тихо плаче Михайло Олександрович. Пороховщиков подумав, що у актора прихопило серце, але насправді Ульянов просто не розумів, як далі жити: «…А він мені каже: „До обриву я підійшов, Саша! Подивися, що зараз знімають! Як грати?! Як жити?!“ І стільки щирості в цьому було, що все стислося всередині».
Ця акторська робота принесла Михайлові Ульянову премії «Золотий овен» і «Ніка», а також приз фестивалю «Кінотавр» за найкращу чоловічу роль.
Під егідою видавництва «Алгоритм» видано передостанню книгу Ульянова — «Приворотне зілля».

### 2000-ні

#### «Антикілер»
Своєю останньою великою роботою в кіно роллю злодія в законі, цинічного злочинця на прізвисько «Батько» в бойовику «Антикілер» — Ульянов пишався. Актор не приховував, що при створенні образу перейняв хрипатість і манери поведінки дона Корлеоне з «Хрещеного батька» у виконанні Марлона Брандо: «Чому б, справді, не згустити фарби і замість російського злодія в законі не зіграти американського мафіозі? А точніше, не його, а просто у своїй грі передати гру великого актора в подібній ролі?».
Відгуки про роботу Ульянова і сам фільм були суперечливі, зокрема, в листах, отриманих Михайлом Олександровичем, висловлювалося здивування з приводу того, що «актор, який до того втілив не одну повну внутрішнього благородства роль, раптом погодився зіграти відвертого мерзенного негідника».
2002 року Дмитро Астрахан запропонував Ульянову зіграти літнього коханця в продовженні радянських «Добровольців», але актор навідріз відмовився.

#### Останні роки і смерть
У середині 1990-х Ульянову діагностували слабку форму хвороби Паркінсона, яка з роками посилювалася. Рідні всіма силами намагалися вилікувати Ульянова, возили його в Китай до народних цілителів, «хапалися за будь-яку ниточку».
29 квітня 2004 року востаннє в житті він вийшов на сцену рідного театру в ролі Шмаги у п'єсі «Без провини винуваті». За два роки до смерті Михайло Олександрович востаннє виконав роль маршала Жукова в телесеріалі Юрія Кари «Зірка епохи». Спочатку роль Жукова хотів зіграти Володимир Меньшов, але Кара вважав, що «всі глядачі звикли до Ульянова в цьому образі». Георгія Костянтиновича знову бажав зіграти і сам актор, оскільки, на його думку, після «Антикілера» на нього образилися ветерани війни.
Однак останньою роботою Ульянова в кіно стала роль директора вертолітного заводу Івана Сенчукова в телесеріалі «Полювання на ізюбря». Сцени за участю актора знімалися лише три дні — його героя вбивають у першій же серії. Вже тоді, наприкінці 2005 року Ульянов постійно скаржився на здоров'я, а навколишні помічали, що він сильно схуд.
В Омську Михайлові Олександровичу було урочисто присвоєно звання почесного громадянина Омської області. Розчулений актор, стоячи на сцені Омського театру, зі сльозами на очах, запитував: «Що ви зі мною робите, земляки?».
|                                                | У мене дотепер стоїть перед очима ця картина: маленька, сухенька мама тримає тата під руку і, примовляючи: «Міша, і - раз, і - раз!», Тягне його лікарняними коридорами ... Формально вона пережила чоловіка на півтора року, насправді - на два місяці. Після важкого інсульту, який убив її незабаром після його смерті, вона так і не прийшла до тями і незабаром померла. Оригінальний текст (рос.) У меня до сих пор стоит перед глазами эта картина: маленькая, сухонькая мама держит папу под руку и, приговаривая: «Миша, и — раз, и — раз!», тащит его по больничным коридорам... Формально она пережила мужа на полтора года, на самом деле — на два месяца. После тяжелейшего инсульта, который сразил её вскоре после его смерти, она так и не пришла в сознание и вскоре умерла. |
| — Олена Ульянова, дочка Михайла Олександровича | |

Влітку 2006 року Михайло Олександрович, відпочиваючи в Кінешмі, з нападом гострого болю був евакуйований на вертольоті МНС, надісланому за особистим наказом Сергія Шойгу, і терміново прооперований. У жовтні, розуміючи, що стан його здоров'я все гірший і гірший, Ульянов спробував звільнити кабінет художнього керівника рідного театру, але, оскільки гідної альтернативи не знайшлося, актора попросили залишитися до кінця поточного театрального сезону. До останнього тижня життя Ульянов проводив весь вільний час у своїй квартирі на Великій Бронній. 14 березня 2007 року він повідомив, що назавжди прощається з театральною сценою.
22 березня Михайла Олександровича знову госпіталізували після загострення хронічного захворювання кишечника. Після обстеження з'ясувалося, що актор має цілий «букет» захворювань: хворобу Паркінсона, проблеми з кишечником, нирками, що виникли через термінальну стадію раку. Втім, його стан оцінювався як стабільний. Ульянов потребував термінової операції, але сам від неї відмовився, після чого лікарі призначили йому спеціальний курс медикаментів, попередивши заздалегідь, що вони можуть і не допомогти. До останнього його відвідували дружина, дочка і внучка; через хворобу Паркінсона лікарі радили акторові багато ходити, що він, хоч і з труднощами, але виконував. Останній тиждень був підключений до апарату штучної вентиляції легенів.
26 березня 2007 року, напередодні Всесвітнього дня театру, близько 19 години вечора, Михайло Олександрович Ульянов помер у Центральній клінічній лікарні Москви. Олександр Калягін прокоментував смерть Ульянова так: «Дізнавшись вчора про смерть Михайла Олександровича Ульянова, я був дійсно вражений: це величезне горе, велика біда трапилася в російському театрі. Та й не лише в театрі — це, мені здається, велика втрата для всіх, кому дорога російська культура. Відхід людей такого масштабу завжди буває хворобливим, він знаменує закінчення цілої епохи. Мені важко повірити, що ми втратили цю потужну Людину, унікальну Особистість, видатного Актора, який не просто був кумиром багатьох і багатьох поколінь глядачів — він був втіленням совісті нації, втіленням російської душі».
Генерал Володимир Шуральов, представник московських ветеранів Німецько-Радянської війни, наполіг на організації військових почестей на похороні Михайла Ульянова.
Вранці 29 березня Михайла Олександровича відспівали у храмі Спаса на Пісках, після чого труну з тілом встановили на сцені Театру ім. Вахтангова. Попрощатися з артистом прийшли його учні та колеги, зокрема Володимир Етуш, Юрій Яковлєв, Ірина Купченко, Лев Дуров та багато інших. Тяжко хворий Кирило Лавров, найближчий друг Ульянова, приїхав попрощатися з ним з Петербурга; на сцену Михайлу Швидкому довелося виводити його під руки, що, як здалося оглядачу Сергієві Пальчиковському уособлювало собою «відхід людей, які визначали російське мистецтво протягом десятиліть». Лаврова не стало рівно через місяць після смерті друга.
Після багатогодинної громадянської панахиди Михайло Олександрович Ульянов упокоївся на Новодівочому цвинтарі. Вже після смерті Ульянова опубліковано його останню книгу-сповідь — «Реальність і мрія». «У мене немає розчарування ні в прожитому житті, ні на людях», — виголосив він незадовго до смерті.

## Особисте життя
Ще в Щукінському училищі Ульянов зав'язав тривалі романтичні стосунки з акторкою Ніною Нехлопоченко, яка навчалась там само. Пізніше закохані розлучилися (Нехлопоченко переїхала до Одеси), а Михайло Олександрович зустрів зірку військової картини «Небесний тихохід» Аллу Парфаньяк. Вона була одружена з не менш відомим актором Миколою Крючковим, мала статус «першої красуні Москви». Попри те, що від Крючкова в Парфаньяк вже був син, після кількох років залицянь з боку Ульянова Алла Петрівна пішла від чоловіка. 1959 року Парфаньяк і Ульянов розписалися в РАЦС, а в грудні того ж року у них народилася дочка Олена.
Михайлові Олександровичу приписували безліч романів: то з Юлією Борисовою, то з Іриною Купченко. Борисова була партнеркою Ульянова в багатьох спектаклях, тому журналісти особливо наполягали на тому, що між акторами явно утворилася якась «хімія». Сам Ульянов всі любовні пригоди на стороні незмінно заперечував, додаючи, що нікого улюбленішого за Аллу в нього ніколи не було.
Ульянов настільки любив дружину, що одного дня через неї просто відмовився від алкоголю, до якого часто прикладався з колегами і друзями. Та сама історія сталася і з курінням — сигарети актор брав у руки лише на знімальних майданчиках. «Але в якийсь момент мама затиснула батька в кут: або алкоголь, або… І він кинув. І все життя взагалі не пив. Я бачила всього два рази, як тато пригубив келих вина. У цьому проявлявся його характер. Точно так само він кинув курити. Але ж димів як паровоз. І потім — жодної цигарочки!» — згадувала Олена.
Свою дочку Ульянов навідріз відмовив йти в акторки, проводив з нею тривалі бесіди і вимовляв вражаючі монологи. Зрештою, це вплинуло на дівчину — Олена Михайлівна стала художницею-графіком, довгий час працювала на газету «Аргументи і факти». Нині займає посаду президента благодійного фонду імені свого батька, допомагає літнім радянським акторам кіно і театру.
На початку 1980-х Олена одружилася з журналістом і письменником Сергієм Марковим, сином поета Олексія Маркова. 1984 року в подружжя народилася дочка Єлизавета, названа так на честь матері Михайла Олександровича. Дочка народилася з вадою серця і дідусь, який не який знаходив собі місця, дійшов до самого Горбачова, а той зрештою «дав добро» на проведення операції за кордоном. 1990 року шлюб Ульянової та Маркова розпався, сам Сергій Олексійович помер у 2013 році. Єлизавета в 2007 році, за три тижні до смерті дідуся, народила двійнят — Ігоря і Анастасію.
Відпочивати в радянський час Ульянов з сім'єю любив на естонському острові Сааремаа, оскільки це усамітнене місце «давало рідкісну можливість відключитися від людського суспільства». Навіть у відпустці Михайло Олександрович розучував нову роль, по крупинках створював свіжий образ.
У розмові з зятем Ульянова, Сергієм Марковим, Олексій Аджубей якось зізнався, що Михайло Олександрович був одним з тих небагатьох, хто не відвернувся від нього після кремлівського перевороту, зняття з усіх постів Микити Хрущова і приходу до влади Леоніда Брежнєва. Наприкінці 1980-х років Ульянов був обраний народним депутатом СРСР та «інших рад різних рівнів», був членом Центральної ревізійної комісії КПРС і членом ЦК КПРС. Пояснював він це так: «У ті роки диктату партії було все в політиці просто: вибирали за принципом представництва. „От є у нас у ЦК два сталевари, п'ять доярок, одна-дві вчительки“ — такий пасьянс розкладався. І хтось спохоплювався: „Артистів-то взагалі немає! Давайте-но Ульянова виберемо!“».
Ульянов був дружний з президентом СРСР Михайлом Горбачовим, який часто відвідував Театр ім. Вахтангова. Навесні 1993 року Михайло Олександрович увійшов до складу Комітету підтримки Бориса Єльцина у зв'язку з проведенням квітневого всеросійського референдуму. На актора обрушився шквал критики з боку звичайних громадян Росії, його буквально завалили гнівними листами зі всієї країни. У 1996 році Ульянов, поряд з іншими російськими діячами культури, підписав агітаційну листівку «Петербург, вибирай!», розіслану по місту на підтримку кандидата в губернатори Володимира Яковлєва.
2004 року Ульянов і Парфаньяк відзначили 50-річчя спільного життя, «золоте весілля». Через три роки Михайло Олександрович помер, а Парфаньяк прожила після його смерті фактично два місяці — влітку у неї стався серйозний інсульт і в листопаді 2009 року вона пішла з життя, так і не прийшовши до тями.

## Особистість

### Чоловік
Знайомі з Михайлом Ульяновим в один голос стверджували, що він був унікальною людиною. В особистому житті — однолюб і надійний сім'янин, у роботі — перфекціоніст і трудоголік, кредо якого — «Хто, якщо не я?». За свідченням зятя актора Сергія Маркова, справжніми друзями Михайла Ульянова завжди були тільки дві людини — Юрій Катін-Ярцев і Сергій Євлахішвілі.
Ульянов неймовірно любив свою доньку, а потім і внучку. В дощ він їхав за Оленою в дитсадок з гумовими чобітьми, щоб вона не промочила ноги; через 20 років шив онуці сукні для її ляльок. Виховував дочку без особливої жорсткості — не бив, не кричав. Його батьківським максимумом була багатогодинна виховна бесіда у формі монологу. «Одного разу я навіть втратила свідомість: сповзла по стіні і зомліла. Батько страшенно злякався, став мене відкачувати. А коли я прийшла до тями, його самого від страху за мене час було відкачувати», — розповідала Олена.
Коли в «буремних 90-х» підростала онука Ліза, Ульянов не знаходив собі місця. Дзвонив кілька разів на день, переживав, хвилювався. Згідно з припущеннями Олени, в той період Ульянов цілком міг вбити за свою сім'ю.
Друзі, колеги та рідні відзначали, що, на відміну від сформованого в кіно суворого і непокірного образу маршала Жукова, в житті актор був людиною скромною, безвідмовною і м'якою. Дружина Ульянова постійно називала його «людиною чотирьох „н“»: ні, не можна, незручно, непристойно. Режисер Сергій Соловйов, який знімав актора в кількох картинах, казав: «Чеснішої людини в громадських, громадсько-соціальних справах, ніж Михайло Олександрович, я в своєму житті не зустрічав». Ульянов не втомлювався повторювати: на першому місці для нього завжди була совість, на другому — совість, на третьому — совість.
Ульянов захоплювався живописом, одного разу навіть скупив кілька оригінальних картин Станіслава Жуковського. Улюбленими іноземними акторами завжди залишалися Джек Ніколсон і Марлон Брандо. З останнім Ульянова часто порівнювали через схожі акторські методи і масштаб таланту. Ульянок нерідко нарікав на те, що акторів такої величини, як Ніколсон і Брандо, чимало і в СРСР, але розміри їхньої заробітної платні просто незрівнянні.

### Актор, керівник
Що ж стосується Ульянова-актора, то в оцінці цієї сторони його діяльності всі сходилися в одному — йому підвладна будь-яка роль. За півстолітню кар'єру Михайло Олександрович переграв військових діячів і правителів, донощиків і мерзотників, драматургів, академіків і простих російських людей.
«Михайло Ульянов, — писала в 1966 році критикиня М. Кваснецька, — увійшов у кіно скромно і малопомітно… Визнання він отримав не відразу, але зате коли воно прийшло, за Ульяновим міцно утвердилася слава талановитого актора, глибокого, зі своєю особистою, ясно і чітко вираженою темою в мистецтві». Визнання в кінематографі Ульянову приніс Єгор Трубников, але з цією ж роллю з'явилася небезпека перетворення «соціального героя» в його довічну акторську маску, і чверть століття по тому Юрій Барбой зазначив: «Лють, з якою М. А. Ульянов хапається за гостру, часом ексцентричну характерність, особливо помітна тоді, коли перед артистом маячить персонаж, що нагадує знаменитого героя фільму „Голова“». Актор відстояв своє право грати різнохарактерні ролі, — показові в цьому сенсі слова театрознавиці Віри Максимової:
|                                                | Пішов великий артист. Напевно, ніколи не буде йому подібного і ніколи не буде такої долі. Здається, він зіграв усе. Громада ролей хитається, густіє за його плечима, лякає числом. Там робітники і селяни, голови колгоспів і директори заводів, секретарі райкомів партії, інженери-реформатори, які впертістю і талантом намагалися здолати відсталість «системи», яка гине. Там історичні діячі і знамениті революціонери, рядові солдати Вітчизняної війни і маршал Перемоги Жуков; легендарні герої античної давнини - втомлений Цезар, якому «іди березня» пророкують близьку смерть, і римський полководець, авантюрист і простий солдат, легендарний коханець Антоній... Оригінальний текст (рос.) Ушел великий артист. Наверное, никогда не будет ему подобного и никогда не будет такой судьбы. Кажется, он сыграл все. Громада ролей колышется, густеет за его плечами, устрашает числом. Там рабочие и крестьяне, председатели колхозов и директора заводов, секретари райкомов партии, инженеры-реформаторы, которые упрямством и талантом старались одолеть косность гибнущей «системы». Там исторические деятели и знаменитые революционеры, рядовые солдаты Отечественной войны и маршал Победы Жуков; легендарные герои античной древности — усталый Цезарь, которому «иды марта» пророчат близкую смерть, и римский полководец, авантюрист и простой солдат, легендарный любовник Антоний… |
| — Олена Ульянова, дочка Михайла Олександровича | |

Георгій Товстоногов, який вважав Ульянова одним з найкращих сучасних акторів, що чудово відчуває «умови гри», жанр спектаклю, зазначав, що грає він, майже не змінюючи своєї зовнішності, він завжди пізнаваний. «Однак, — писав режисер, — майже кожного разу ви зустрінете новий характер, новий образ. Створюється він за рахунок іншого способу мислення, іншого темпо-ритму, іншої природи почуттів».
Преса відзначала, що йому завжди особливо вдавалися сильні характери — Йосип Сталін, Річард III, Марк Антоній, Гай Юлій Цезар, Наполеон Бонапарт, Понтій Пілат, Володимир Ленін і, звісно ж, маршал Жуков. На смерть Ульянова Сергій Пальчиковській писав: «Молоді акторські таланти не винні в тому, що вони інші й живуть в інший час. Як хочеться, щоб вони були не вигаданими на скоростиглих фабриках, а справжніми, непідробними. Яким був Михайло Олександрович Ульянов».
До діяльності Ульянова на посаді художнього керівника Театру ім. Вахтангова трупа ставилася різко полярно: одні, переважно молоде покоління, були вдячні Михайлові Олександровичу за все, що він для них зробив, інші — лаяли за організацію в театрі багаторічного застою, за постійні запрошення до «вахтангівців» режисерів зі сторони для окремих постановок. Елеонора Шашкова звинувачувала у своїй театральній незатребуваності саме Ульянова: «Коли став художнім керівником Михайло Ульянов, щось зламалося. Мені здається, що він просто ніколи не бачив мене в роботі. Він з худрадою завжди дивився перший склад. Він мене „не бачить“. Я в театрі десять років без ролей». Ульянов намагався зрозуміти, що він робить не так, сильно переживав. Він очолив колектив у важкий для всього російського театру період: «…Якщо б Ульянов, зі своїм моральним авторитетом, не звалив у свій час на себе хрест Вахтангівського театру, — вважав Михайло Швидкой, — то доля колективу була б сумною».
На посаді голови Спілки театральних діячів Ульянов перш за все домігся високих допомог для літніх акторів театру і кіно. У 1993 році (за іншими даними, 1994) Спілка театральних діячів Російської Федерації з ініціативи Ульянова та за участю його заступника Володимира Уріна і драматурга Віталія Павлова заснувала театральну Премію «Золота маска». Михайло Ульянов вважав, що це має бути незалежна професійна нагорода, яку присуджують за театральні досягнення, «колеги — колегам», — так формулював він основний принцип висування та нагородження.

## Визнання і нагороди
Джерело — книга Сергія Маркова «Михайло Ульянов» у складі серії «Життя чудових людей»
- Заслужений артист РРФСР (21 січня 1961)[196]
- Народний артист РРФСР (26 листопада 1965)[197]
- Ленінська премія (1966) — за виконання ролі Єгора Івановича Трубникова в художньому фільмі «Голова»
- Народний артист СРСР (1969)
- Заслужений діяч культури Польської Народної республіки (1974).
- Державна премія РРФСР імені К. С. Станіславського (1975) — за виконання ролі Друянова в спектаклі «Цілісінький день» Андрія Вейцлера і Олександра Мішаріна
- Орден Жовтневої Революції (1977)
- Венеційський кінофестиваль (Спеціальний приз журі за виконання головної ролі у фільмі Юлія Райзмана «Приватне життя» (1982)
- Державна премія СРСР (1983) — за виконання ролі Сергія Микитовича Абрикосова у фільмі «Приватне життя» (1982)
- Два ордени Леніна (?, 1986)
- Герой Соціалістичної Праці (1986)
- КФ «Сузір'я» (Приз «За видатний внесок у професію», 1996)
- Орден «За заслуги перед Вітчизною» III ступеня (17 жовтня 1996) — За заслуги перед державою і видатний внесок у розвиток театрального мистецтва
- ВРК «Кінотавр» у Сочі (Премія в номінації «Премії за творчу кар'єру», 1997)
- Премія «Кришталева Турандот» (За довголітнє і доблесне служіння театру, 1997)
- Театральна премія «Золота маска» (Премія «За Честь і Гідність», 1998)
- Премія Президента Російської Федерації в області літератури і мистецтва (1998)
- ОРК «Кінотавр» в Сочі (Приз за найкращу чоловічу роль, фільм «Ворошиловський стрілок», 1999)
- МКФ «Схід-Захід» у Баку (Приз «Найбільш мужній образ», фільм «Ворошиловський стрілок», 1999)
- Премія «Золотий овен» в номінації «Найкраща чоловіча роль» (фільм «Ворошиловський стрілок»; 1999)
- Премія ділових кіл «Кумир» («За високе служіння мистецтву», 1999)
- Премія «Ніка» (За найкращу чоловічу роль, фільм «Ворошиловський стрілок», 2000)
- Міжнародна Премія Станіславського (Міжнародний Фонд К. С. Станіславського, 2003)[198]
- Орден «За честь і доблесть» — за служіння російському народу і нагрудний знак «Золотий Олімп» (2005)
- Одноосібний почесний титул «Суперзірка» (2005)
- Орден «За внесок в Перемогу» (2005)
- Почесний громадянин Омської області (2005).
- Почесний громадянин міста Тари.

## Творчість

### Театральні роботи
Театр імені Є. Вахтангова
- 1950 — «Державний радник» — Володя Баркан
- 1950 — «Макар Дубрава» Олександра Корнійчука — Артем
- 1951 — «Фортеця на Волзі» Іллі Кремльова — Сергій Кіров
- 1951 — «Перші радості», за романом Костянтина Федіна — Кирило Ізвеков
- 1951 — «Великий государ» Володимира Соловйова — Борис Годунов
- 1951 — «Єгор Буличов та інші» Максима Горького — Лаптєв
- 1952 — «У наші дні» — Чорохов
- 1952 — «Сива дівчина» Хе Цзин-чжі та Дін Ні — начальник району
- 1952 — «Два веронці» Вільяма Шекспіра; постановка А. Орочко — Егламур
- 1953 — «Раки» Сергія Михалкова — Лівша
- 1953 — «Нові часи» Георгія Мдівані — Сухов
- 1954 — «Горя боятися — щастя не бачити» Самуїла Маршака; постановка Є. Симонова — солдат Іван
- 1955 — «На золотому дну» Д. Н. Маміна-Сибіряка; постановка Олександри Ремізової — Вася
- 1955 — «Олеко Дундич» А. Г. Ржешевського і М. А. Каца; постановка Олексія Дикого — Климент Ворошилов
- 1956 — «Філумена Мартурано» Едуардо Де Філіппо; постановка Євгена Симонова — Мікеле
- 1956 — «Шостий поверх» Альфреда Жері; постановка Миколи Гриценка — робочий Жожо
- 1957 — «Місто на світанку» Олексія Арбузова; постановка Євгена Симонова — Костя Білоус
- 1958 — «Ідиот», за романов Федора Достоєвського; постановка Олександри Ремізової — Рогожин
- 1958 — «Ангела» — Стратос
- 1959 — «Іркутська історія» Олексія Арбузова; постановка Євгена Симонова — Сергій Серьогін
- 1959 — «Стряпуха» Анатолія Софронова — Серафим Чайка
- 1961 — «Кухарка в заміжжі» Анатолія Софронова; постановка Р. Симонова — Серафим Чайка
- 1962 — «Чорні птахи» Миколи Погодіна — Андрій Первозванов
- 1963 — «Принцеса Турандот» Карло Ґоцці; постановка Євгена Вахтангова, відновлена Рубеном Симоновим — Брігелла
- 1965 — «Діон», за п'єсою Л. Зоріна «Римськая комедія»; постановка Р. Симонова — Діон
- 1966 — «Конармія», за оповіданнями Ісака Бабеля; постановка Р. Симонова — Гулевий
- 1967 — «Вірінея» Лідії Сейфулліної і В. Правдухіна — Павло Суслов
- 1967 — «Варшавська мелодія» Леоніда Зоріна; постановка Р. Симонова — Віктор
- 1969 — «Коронація» Леоніда Зоріна — Яків Іванович
- 1971 — «Антоній та Клеопатра» Вільяма Шекспіра; постановка Євгена Симонова — Марк Антоній
- 1975 — «Маленькі трагедії» Олександра Пушкіна — Скупий лицар
- 1975 — «Фронт» Олександра Корнійчука — Іван Горлов
- 1976 — «Річард III» Вільяма Шекспіра; постановка Р. Капланяна — Річард III
- 1977 — «Людина з рушницею» Миколи Погодіна — Володимир Ленін
- 1977 — «Загибель ескадри» Олександра Корнійчука — Гайдай
- 1979 — «Степан Разін», за романом Василя Шукшина «Я прийшов дати вам волю». Постановка Г. Черняховського і М. Ульянова — Степан Разін
- 1982 — «Дорівнює чотирьом Франціям» — Серебрянников
- 1984 — «І довше за століття триває день» Чингіза Айтматова — Едигей
- 1987 — «Брестський мир» Михайла Шатрова; постановка Роберта Стуруа — Володимир Ленін
- 1990 — «Уроки майстра» Д. Паунелла — Йосип Сталін
- 1991 — «Березневі іди» Торнтона Вайлдера; постановка А. Каца — Гай Юлій Цезар
- 1992 — «Соборяни» Миколи Лєскова; постановка Романа Віктюка — протоієрей Савелій Юхимович Туберозов
- 1993 — «Без провини винуваті» А. Н. Островского; постановка Петра Фоменка — Шмага
- 1995 — «Варвари» А. М. Горького — Циганов
- 1996 — «Останній день останнього царя» — Юровський
- 2001 — «Ніч ігуани» Теннессі Вільямса — Джонатан Коффін

Театр на Малій Бронній
- 1983 — «Наполеон Перший» Фердинанда Брукнера; постановка Анатолія Ефроса — Наполеон Бонапарт

### Режисер театру
- 1973 — «Ситуація» В. С. Розова
- 1976 — «Річард III» В. Шекспіра (співрежисер)
- 1979 — «Я прийшов дати вам волю» за романом В. М. Шукшина
- 1985 — «Скупник дітей» Д.Герсі.

### Роботи на телебаченні
- 1962 — «Інтерв'ю у весни» (телевистава) — Серафим Чайка
- 1965 — «Під каштанами Праги» (телевистава) — Петров
- 1977 — «Михайло Ульянов читає оповідання Василя Шукшина» (телевистава)
- 1978 — «Цілісінький день» (телевистава)
- 1978 — «Острова в океані» (телевистава) — Томас Гадсон
- 1982 — «Кафедра» (телевистава) — Віктор Миколайович Бризгалов
- 1985 — «Тев'є-молочник» (телевистава) — Тев'є
- 1995 — «Напівбог» (телевистава) — Олександр Євграфович Костромской
- 1995—1997 — Російський проект — літній музикант в метро (епізод)
- 2004 — «Легенда про Великого Інквізитора» (телевистава) — Великий інквізитор

### Фільмографія

#### Акторські роботи
- 1956 — Вони були першими — Олексій Коливанов
- 1957 — Дім, в якому я живу — Дмитро Федорович Каширін
- 1957 — Катерина Вороніна — Сергій Ігнатович Сутирін
- 1957 — Добровольці — Микола Кайтанов
- 1958 — Стукай у будь-які двері — Михайло Прохоров
- 1958 — Йшли солдати ... — Егор Михайлов
- 1960 — Проста історія — Андрій Єгорович Данилов
- 1960 — Нехай світить! (к/м) — Собакін
- 1960 — 1961 — Балтійське небо — капітан Рассохін
- 1961 — Битва в дорозі — Дмитро Олексійович Бахірєв
- 1962 — Молодо-зелено — Лизлов
- 1963 — Живі і мертві — командарм Сергій Пилипович
- 1963 — Тиша — Петро Іванович Биков
- 1963 — Це сталося в міліції
- 1964 — Голова — Єгор Іванович Трубников
- 1965 — Ленін у Швейцарії — Володимир Ленін
- 1965 — Поки я живий — Фролов
- 1966 — Замерзлі блискавки — Олексій Горбатов
- 1967 — 1970 — Штрихи до портрету В. І. Леніна — Володимир Ленін
- 1968 — Брати Карамазови — Дмитро Карамазов
- 1968 — 1972 — Звільнення — маршал Жуков
- 1969 — На шляху до Леніна — Володимир Ленін
- 1970 — Біг — генерал Григорій Лук'янович Чарнота
- 1970 — Море у вогні — маршал Жуков
- 1970 — Політ «Альфа-1» — генерал Аркатов
- 1971 — Єгор Буличов та інші — Єгор Буличов
- 1971 — Не дивлячись ні на що — Володимир Ленін
- 1971 — Слухайте, на тій стороні — маршал Жуков
- 1972 — Найостанніший день — Семен Митрофанович Ковальов
- 1973 — 1977 — Блокада — маршал Жуков
- 1974 — Вибір мети — маршал Жуков
- 1976 — Легенда про Тіля — Клаас
- 1977 — Особисте щастя — Павло Миколайович Дорошин
- 1977 — Зворотний зв'язок — Ігнат Максимович Нурков
- 1977 — Солдати свободи — маршал Жуков
- 1977 — Поклич мене в далечінь світлу — Микола Гнатович Веселов, брат Груши
- 1979 — Тема — Кім Олексійович Єсенін
- 1980 — Остання втеча — Олексій Іванович Кустов
- 1981 — Факти минулого дня — Іван Андрійович Міхєєв
- 1981 — Лютневий вітер — Філімонов
- 1982 — Якщо ворог не здається... — маршал Жуков
- 1982 — Транзит — Володимир Сергійович Багров
- 1982 — Приватне життя — Сергій Микитович Абрикосов
- 1983 — Без свідків — Він
- 1983 — День командира дивізії — маршал Жуков
- 1984 — Перемога — маршал Жуков
- 1984 — Стратегія перемоги (документальний) — журналіст
- 1985 — Битва за Москву — маршал Жуков
- 1985 — Контрудар — маршал Жуков
- 1987 — Вибір — Володимир Васильєв
- 1988 — Наш бронепоїзд — Іван Савич
- 1989 — Закон — маршал Жуков
- 1990 — Сталінград — маршал Жуков
- 1990 — Війна на західному напрямку — маршал Жуков
- 1991 — Справа — Максим Кузьмич Варравін
- 1991 — Будинок під зоряним небом — академік Андрій Миколайович Башкірцев
- 1992 — Кооператив «Політбюро», або Буде довгим прощання — Іван Іванович
- 1992 — Сам я — в'ятський уродженець — Олександр Іванович Кирпиков
- 1993 — Трагедія століття — маршал Жуков
- 1994 — Майстер і Маргарита — Понтій Пілат
- 1995 — Великий полководець Георгій Жуков — маршал Жуков
- 1995 — Усе буде добре! — Дідусь
- 1998 — Зал очікування — Семен Петрович Федоров, мер Заріченська
- 1998 — Твір до Дня Перемоги — Іван Дьяков
- 1998 — 2002 — Самозванці — Олексій Степанович Говоров, письменник
- 1999 — Ворошиловський стрілок — Іван Федорович Афонін, дід Каті
- 1999 — Д. Д. Д. Досьє детектива Дубровського — Федір Кітаєв, письменник / Авгур
- 2001 — Північне сяйво — батько Сергія
- 2002 — Антикілер — «Батько»
- 2002 — Підмосковна елегія — Сергій Андрійович Черкаський, актор
- 2004 — Рік Коня: Сузір'я скорпіона
- 2005 — Зірка епохи — маршал Жуков
- 2005 — Полювання на ізюбра — Іван Олексійович Сенчуков

#### Режисер-постановник
- 1969 — Брати Карамазови — спільно з Кирилом Лавровим завершив зйомки після смерті Івана Пир'єва
- 1972 — Найостанніший день

#### Сценарист
- 1972 — Найостанніший день

## Книги
1. «Моя профессия». — М.: Молодая гвардия, 1975. — ISBN 978-5-235-03269-9.
2. «Работаю актёром». — М.: Искусство, 1987. — ISBN 978-5-17-055584-0.
3. «Возвращаясь к самому себе». — М.: Центрполиграф, 1996. — ISBN 5-218-00161-9.
4. «Приворотное зелье». — М.: Алгоритм, 1999. — ISBN 5-88878-035-9. — 2-е изд.: М.: Эксмо-Пресс; Алгоритм, 2001. — ISBN 5-04-007486-7.
5. «Реальность и мечта». — М.: Вагриус, 2007. — ISBN 978-5-9697-0458-9.

## Пам'ять

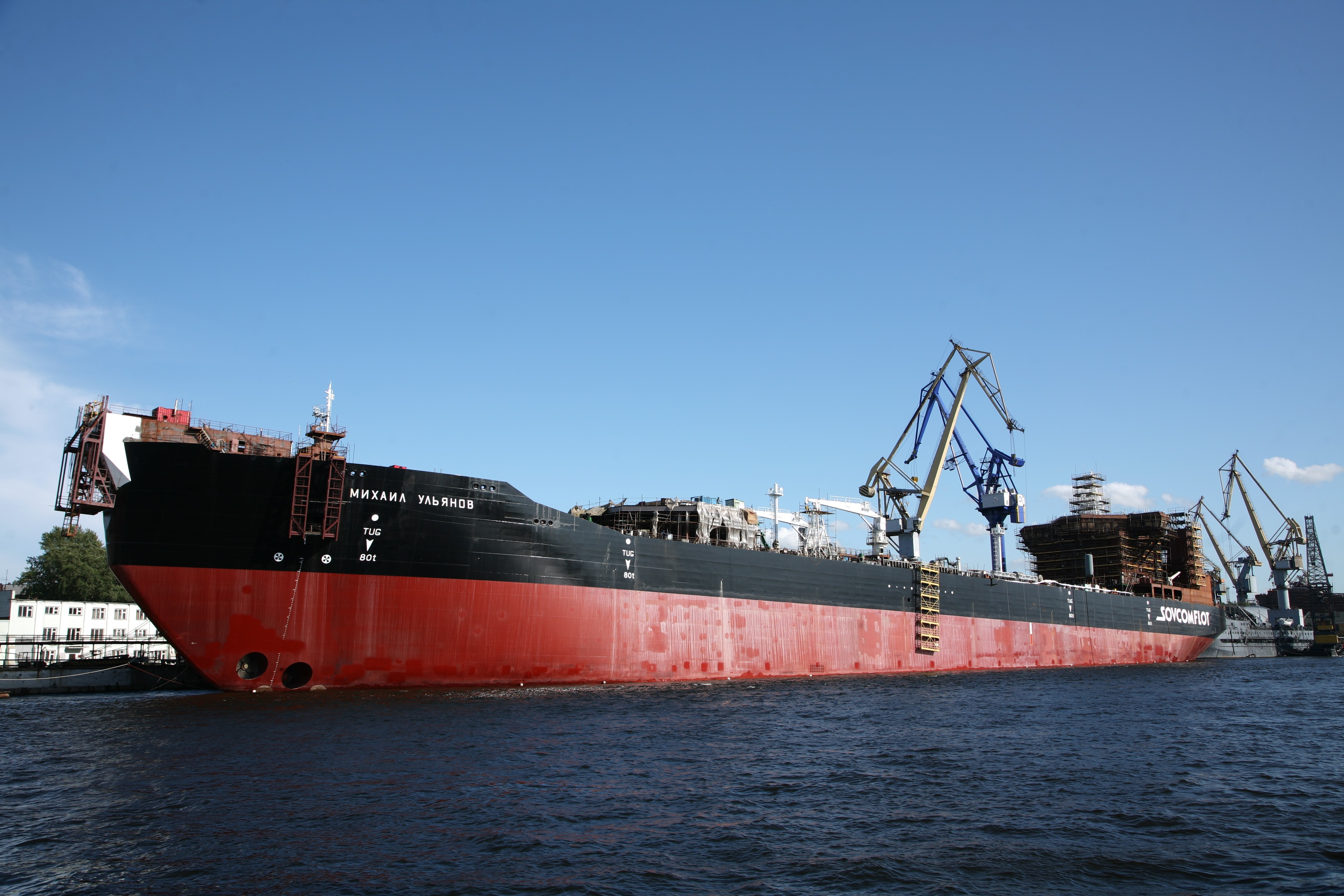
Танкер «Михайло Ульянов», липень 2009 року

- 1988 року відзнято документальний фільм «Михайло Ульянов. Хроніка однієї ролі» (режисер — Марина Голдовська).
- У 2005 році в Омській області засновано премію в галузі театрального мистецтва імені М. О. Ульянова, яку присуджують найкращому театру, найкращому акторові і найкращому режисерові року.
- 31 травня 2007 року ім'я М. О. Ульянова присвоєно Омському Державному Північному драматичному театру, на будівлі якого встановлено меморіальну дошку.
- У 2008 році на воду спущено арктичний танкер льодового класу «Михайло Ульянов».
- 2009 року дочка Михайла Олександровича Олена створила благодійний фонд імені актора, основною метою якого є допомога радянським акторам кіно і театру[199].
- 2 жовтня 2009 року в Москві, на Великій Бронній вулиці, будинок 29, встановлено меморіальну дошку в пам'ять про актора[200].
- У 2011 році режисер Галина Євтушенко поставила документальну картину «Михайло Ульянов: Про час і про себе», удостоєну рік по тому премії «Золотий орел» за найкращий документальний фільм року[201].
- 2012 року біля будівлі Північного театру в Тарі Ульянову встановлено пам'ятник[202].
- У 2014 році в Тарі, в хаті, де в 1930-1940-х роках жила сім'я Ульянових, відкрито музей, присвячений акторові[203].

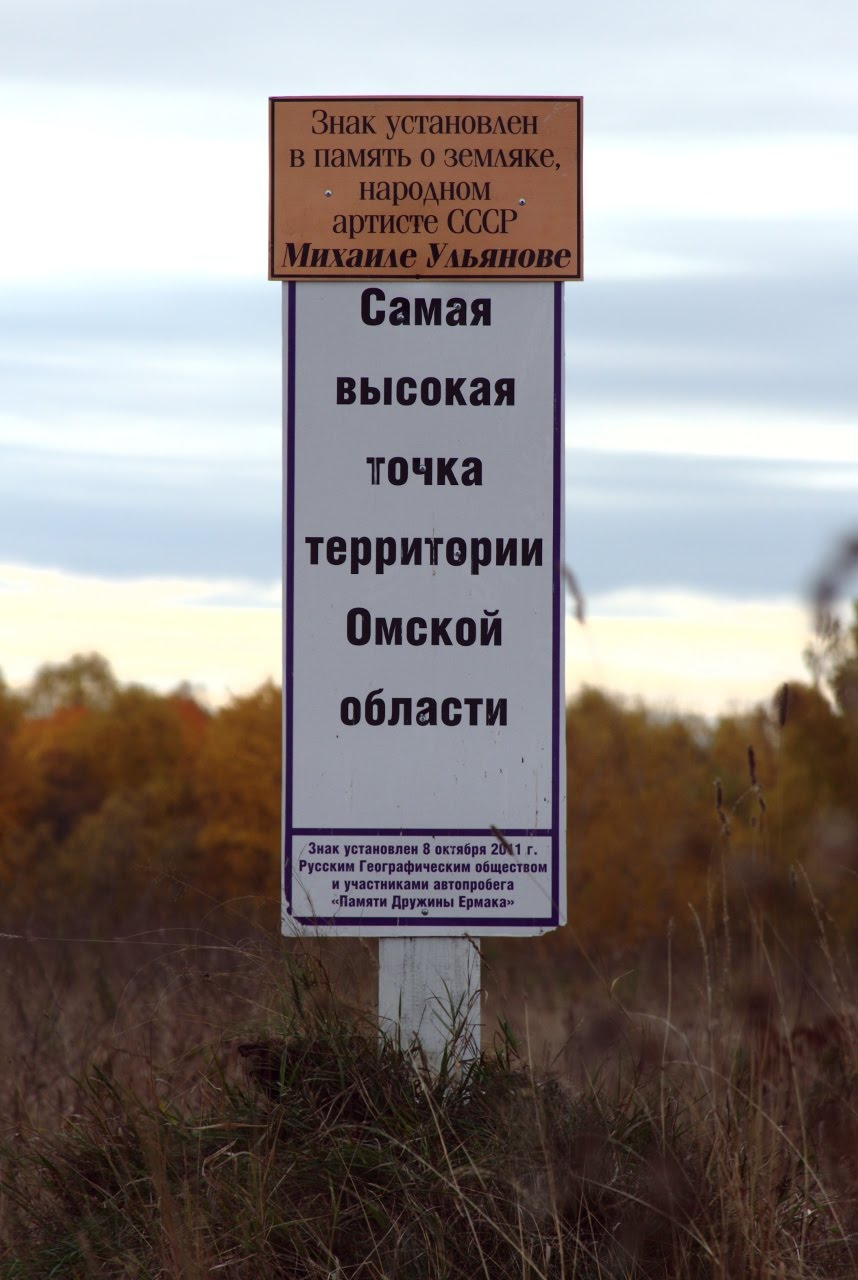
Найвища точка Омської області